# Raúl Alfonsín
Raúl Ricardo Alfonsín (Chascomús, provincia de Buenos Aires, 12 de marzo de 1927-Buenos Aires, 31 de marzo de 2009) fue un abogado, político, estadista, escritor y promotor de los derechos humanos argentino. Fue concejal, diputado provincial, diputado nacional, senador nacional y presidente de la Nación Argentina entre 1983 y 1989. Se destacó como dirigente de la Unión Cívica Radical y de la Unión Cívica Radical del Pueblo. También se desempeñó como vicepresidente de la Internacional Socialista. Muchos sectores lo reconocen como «el padre de la democracia moderna en Argentina».
En 1983, tras las elecciones presidenciales, asumió el cargo de presidente de la Nación, con el cual finalizó la dictadura cívico-militar autodenominada Proceso de Reorganización Nacional. Fue también el fin de los golpes de Estado en Argentina exitosos, ya que no hubo nuevas interrupciones al orden constitucional desde entonces, aunque hubo que esperar hasta 1990 para que terminaran los levantamientos militares. La gestión de Alfonsín es conocida principalmente por la realización del Juicio a las Juntas, así como también por el Tratado de paz y amistad entre Argentina y Chile y los acuerdos con Brasil que llevaron a la formación del Mercosur. En 1985 recibió el Premio Príncipe de Asturias de Cooperación Internacional «en consideración a las dificultades de la transición política, al hacerse cargo del gobierno de la República Argentina tras una guerra de dramáticas consecuencias».
Alfonsín inició su gobierno con la consigna «con la democracia se come, se cura y se educa». Su política económica estuvo marcada por una deuda externa muy alta que entró en default en 1988, una alta inflación que pasó a hiperinflación el 14 de mayo de 1989 y una economía estancada que se redujo de un PBI de 103 000 millones de dólares en 1983, a 76 000 millones de dólares en 1989. En el ámbito laboral, el gobierno de Alfonsín no habilitó la negociación colectiva de los salarios, estableció los aumentos salariales por decreto y se enemistó tempranamente con los sindicatos y la Confederación General del Trabajo (CGT) al sostener que existía un «pacto sindical-militar», mantener vigente la ley sindical de la dictadura -que entre otras cosas prohibía a la CGT-, e intentar, apenas 7 días después de llegado al poder, la aprobación de una Ley de Reordenamiento Sindical (llamada Ley Mucci, por el ministro de Trabajo Antonio Mucci) que, con el objetivo declarado de «democratizar» las entidades sindicales, establecía la obligación de incluir a las minorías en las comisiones directivas y limitaciones para las reelecciones. Desde la CGT, partidos de oposición y las agrupaciones de abogados laboralistas, se reprochaba que esta reforma no había sido consultada con los sindicatos, tal como exigen las normas de la Organización Internacional del Trabajo, y que las limitaciones que se le pretendían imponer a los sindicatos no regían para las demás asociaciones de derecho privado, ni respetaban el principio de autonomía estatutaria. El proyecto obtuvo media sanción en Diputados en la noche del 10 al 11 de febrero de 1984, pero el 14 de marzo del mismo año fue tratado en el recinto del Senado y rechazado por un solo voto, resultando definitorio el voto negativo de Elías Sapag, del Movimiento Popular Neuquino. Desde ese momento, el gobierno de Alfonsín vivió un fuerte conflicto con los sindicatos –incluidos 13 paros generales y más de 4000 huelgas sectoriales- hasta 1988, cuando el gobierno Alfonsinista aceptó dialogar con el sindicalismo. Mucci renunció a su cargo y fue designado embajador en Ecuador. Juan Manuel Casella, ministro de Trabajo luego de la renuncia de Mucci, consideró que se trató de un «error táctico» de Alfonsín «no sentarse a conversar con los sindicatos antes de mandar el proyecto» ya que «los dirigentes sindicales pudieron sentirse agredidos sin una conversación previa». Entregó el mando al justicialista Carlos Menem en 1989 en forma anticipada, en medio de un proceso hiperinflacionario.
Tras dejar la presidencia realizó el Pacto de Olivos con Menem, que permitió la realización de la reforma constitucional argentina de 1994. Unos años después participó en la formación de la Alianza por el Trabajo, la Justicia y la Educación, que llevó al gobierno a Fernando de la Rúa. Ejerció brevemente como senador por la provincia de Buenos Aires entre 2001 y 2002, cuando renunció a su banca, no volviendo a ocupar cargos electos. Falleció el 31 de marzo de 2009 debido a un cáncer de pulmón. Se decretaron tres días de duelo nacional y miles de personas concurrieron a la ceremonia de entierro, que mantuvo su féretro en el Congreso y luego lo trasladó al Cementerio de la Recoleta.
Alfonsín abandonó la presidencia con su popularidad en descenso debido a los malos resultados económicos de su gestión y las leyes de impunidad que impulsó para impedir el enjuiciamiento de los crímenes de lesa humanidad cometidos en la última dictadura. Sin embargo, su imagen personal se vio en gran medida rehabilitada con los años, y muchos sondeos y estudios posteriores encuentran que la opinión pública argentina en general califica positivamente su figura entre los distintos presidentes de la historia argentina. Una encuesta de 2018, que evaluaba el desempeño de las presidencias posteriores a la restauración de la democracia, ubicó a Alfonsín en primer lugar.

## Infancia y juventud

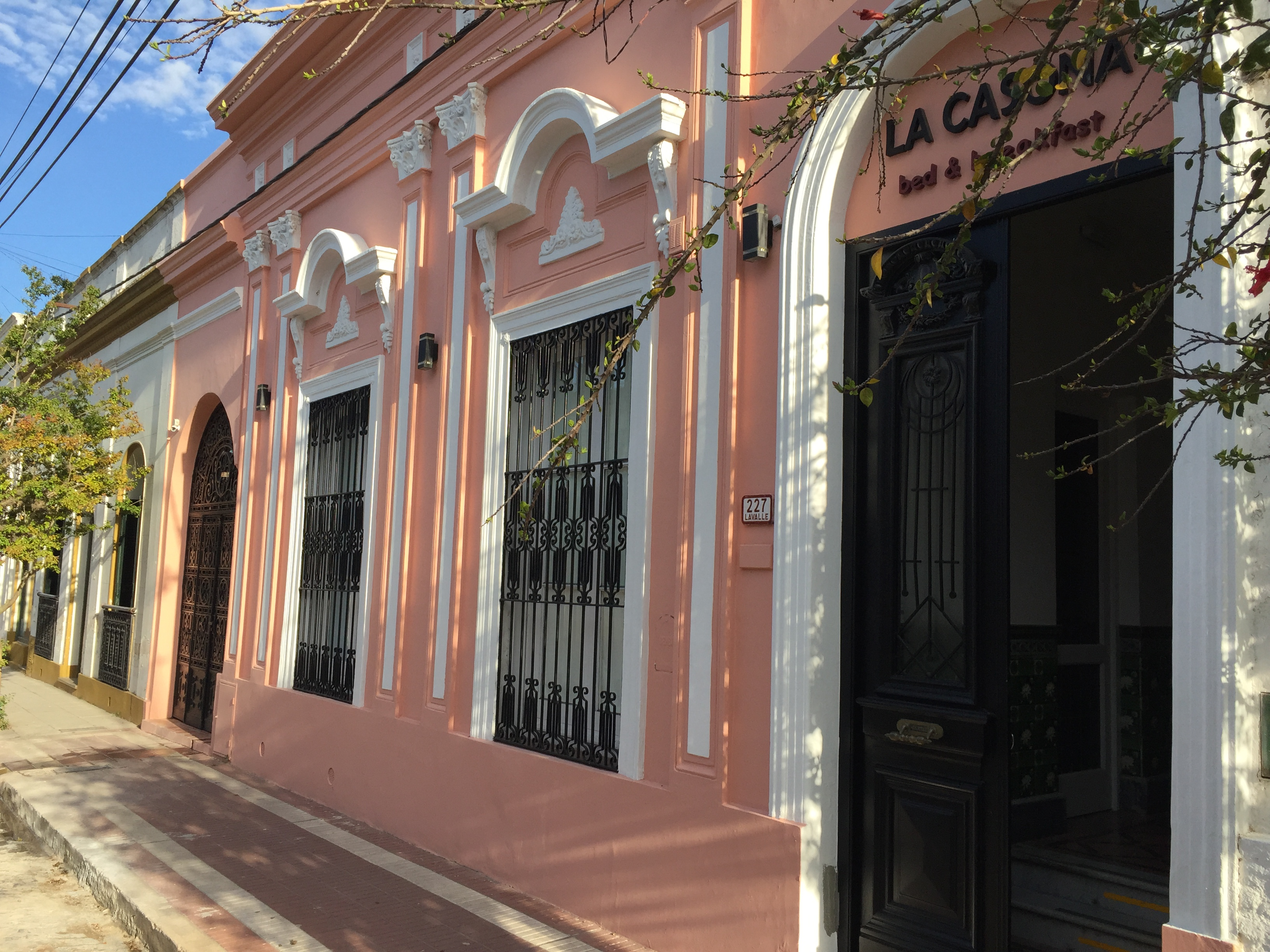
Casa de Alfonsín desde el año 1957 en Chascomús, donde vivió con su familia. En la actualidad es un Hotel Museo para visitar.

Alfonsín nació el día sábado 12 de marzo del año 1927 en la ciudad bonaerense de Chascomús, localidad dedicada a la agricultura y ganadería a 120 km al sur de la ciudad de Buenos Aires. Fue el mayor de los seis hijos de Raúl Serafín Alfonsín Ochoa (12 de octubre de 1899-20 de julio de 1964) y Ana María Foulkes Iseas (22 de agosto de 1906 - 14 de julio de 2003). Su padre era un reconocido comerciante minorista radicado en Chascomús. Era descendiente de españoles por línea paterna —su abuelo paterno, Serafín Alfonsín Feijóo (1857-1933), era un migrante gallego oriundo de Pontevedra—. Por otro lado, su madre tenía ascendencia galesa y malvinense por sus abuelos paternos Ricardo Foulkes Logdon (1847-1923) y María Elena Ford McViccar (1856-1937), respectivamente, y vasca por su abuela materna, Dominga Etchegoyen Galarreborda (1855-1935).
Realizó sus estudios primarios en la Escuela Normal Regional de Chascomús y los estudios secundarios en el Liceo Militar General San Martín, de donde egresó con el grado de subteniente de reserva. Tuvo como compañeros de clase a Leopoldo Fortunato Galtieri y Albano Harguindeguy.
Estudió Ciencias Jurídicas en la Facultad de Derecho de la Universidad de Buenos Aires recibiéndose de abogado en 1950.
El 4 de febrero de 1949, poco antes de cumplir 22 años, se casó con María Lorenza Barreneche (1926-2016) con quien tuvo 6 hijos: Raúl Felipe, Ana María, Ricardo Luis, Marcela, María Inés y Javier Ignacio Alfonsín Barreneche, nacidos en 1949, 1950, 1951, 1953, 1954 y 1956, respectivamente. De todos ellos, Ricardo Luis Alfonsín es el único que se dedica a la actividad política, habiendo sido candidato a presidente.
Desde el año 1957 vivió con su familia en la casa ubicada en calle Lavalle 227 frente al Banco Nación de Chascomús, donde también ejerció su profesión de abogado y periodista.

## Inicios en política
En 1950 comenzó su actuación política en el Movimiento de Intransigencia y Renovación de la Unión Cívica Radical, en Chascomús, donde participó de la fundación del diario El Imparcial.
En 1954, a la edad de 27 años, fue elegido concejal en Chascomús, una ciudad donde la UCR vencía al peronismo, y en 1955 fue encarcelado por la Revolución Libertadora. En 1958 fue elegido diputado provincial en la Provincia de Buenos Aires y diputado nacional durante el gobierno radical de Arturo Illia entre 1963 y 1966, en el cual fue vicepresidente del Bloque de Diputados Nacionales de la Unión Cívica Radical del Pueblo (UCRP). Finalmente, en 1965 fue elegido presidente del Comité Provincia de Buenos Aires de la UCRP.
El 17 de noviembre de 1966, durante la dictadura militar del general Juan Carlos Onganía, fue detenido por un breve tiempo, por haber reabierto el Comité de la Provincia

## Movimiento de Renovación y Cambio

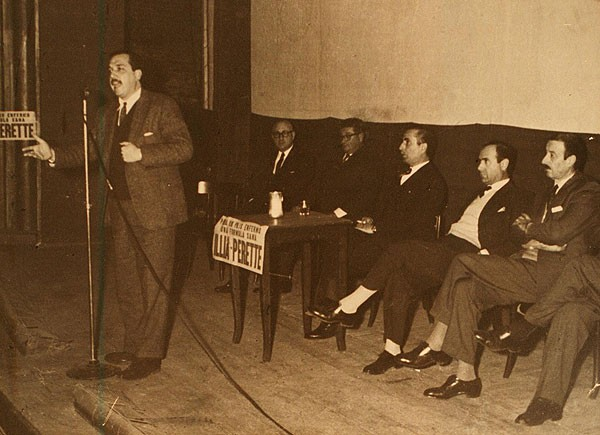
Alfonsín en 1963, en épocas de la campaña para la fórmula Illia-Perette.

A partir de la instalación de la Revolución Argentina, una dictadura militar de tipo permanente, Alfonsín estrechó sus contactos con los sectores de centro-izquierda, como el socialismo dirigido por su amigo Guillermo Estévez Boero, y comenzó a desarrollar, desde la Provincia de Buenos Aires, un pensamiento socialdemócrata dentro del radicalismo que tendría un considerable impacto en la juventud. En aquel primer núcleo alfonsinista se encontraban Bernardo Grinspun, Roque Carranza, Germán López, Raúl Borrás, entre otros.
Con la política prohibida y una situación internacional conflictiva, la juventud progresista argentina se vio frente a la opción concreta de sumarse a la lucha armada. Alfonsín rechazó expresamente la lucha armada como camino de progreso social, que adoptaron por entonces algunos grupos católicos, nacionalistas, peronistas y de izquierda, para ofrecer a un amplio sector de la juventud un canal pacífico de militancia de centro-izquierda. El alfonsinismo apoyó la consigna «Elecciones libres y sin proscripciones», como alternativa a «Ni golpe ni elección: revolución». La actividad política vedada obligó a Alfonsín a expresar su oposición a la dictadura y difundir sus argumentos a través de su actividad periodística: fue columnista de la revista Inédito -que dirigía el radical de Avellaneda y periodista Mario Monteverde- bajo el seudónimo de Alfonso Carrido Lura.
Los jóvenes radicales de la Junta Coordinadora Nacional (fundada en 1968) y Franja Morada, que habían mantenido una militancia activa contra la dictadura militar, comienzan a acercarse a Raúl Alfonsín.
Entre aquellos jóvenes radicales se encontraban Luis Cáceres, Sergio Karakachoff, Federico Storani, Leopoldo Moreau, Marcelo Stubrin, Adolfo Stubrin, Enrique Nosiglia, Juanjo Cavallari, Facundo Suárez Lastra, Gabriel Martínez, Carlos Muiño, Jesús Rodríguez, Ricardo Lafferriere, entre otros.
De este modo el alfonsinismo comenzó a definirse como línea interna progresista frente al balbinismo-unionismo que expresaban una actitud conservadora dentro de la Unión Cívica Radical.
En septiembre de 1972, en Rosario, se creó el Movimiento Renovador Nacional, reclamando un programa de carácter nacional, popular, democrático y liberador, y proclamando a Raúl Alfonsín como precandidato presidencial en las internas de la UCR. En las elecciones internas de la provincia de Buenos Aires, el 7 de mayo de 1972, se impuso el balbinismo-unionismo con 44 113 votos contra 29 939 del alfonsinismo. El 16 de junio Balbín es reelegido presidente del Comité Nacional radical. El 26 de noviembre, las internas para elegir fórmula resultan en: Balbín-Gamond 160 767 votos contra 121 548 de Alfonsín-Storani. Diversas fuerzas de izquierda tratan de que Alfonsín abandone la UCR y encabece una fórmula combativa. Incluso el Partido Revolucionario de los Trabajadores, que dirige la guerrilla Ejército Revolucionario del Pueblo, propone en reunión secreta de Benito Urteaga con Raúl Borrás, la fórmula Alfonsín-Agustín Tosco, el secretario general de Luz y Fuerza de Córdoba, marxista y uno de los líderes de la CGT cordobesa. Alfonsín rehúsa.
En 1973, la Unión Cívica Radical perdió las elecciones ante Juan Domingo Perón. Poco después, en mayo, Alfonsín amplió la extensión del sector que conducía para crear el Movimiento de Renovación y Cambio, con una posición sumamente crítica a la estrategia de unidad nacional del balbinismo, en contra de todo acuerdo con el peronismo, y un programa de izquierda socialdemócrata que proponía la reforma agraria, una nueva reforma universitaria, la democratización del sindicalismo y el establecimiento de una democracia social, en la forma en que este concepto había sido desarrollado, dentro de la doctrina de la Unión Cívica Radical de los años '60 por Miguel Ángel Zavala Ortiz.

## Formación de la Asamblea Permanente por los Derechos Humanos
El 18 de diciembre de 1975, tres meses antes del golpe militar que dio inicio al Proceso de Reorganización Nacional (1976-1983), Alfonsín fue una de las personalidades que fundaron la Asamblea Permanente por los Derechos Humanos (APDH). Esta asociación fue la primera creada en Argentina para hacer frente a las violaciones sistemáticas de los derechos humanos que en aquella época comenzaron con la actividad de la Alianza Anticomunista Argentina (AAA o «Triple A»). Su primera reunión se llevó a cabo durante el mes de diciembre de 1975 en la Casa de Ejercicios Espirituales que dependía de la Iglesia de la Santa Cruz. La misma fue convocada por Rosa Pantaleón y, además del propio Alfonsín, asistieron el obispo de Neuquén don Jaime de Nevares, el rabino Marshall Meyer, el obispo Carlos Gatinoni, la doctora Alicia Moreau de Justo, Oscar Alende, Susana Pérez Gallart, Adolfo Pérez Esquivel y Alfredo Bravo.

La APDH desempeñó un importante papel de defensa de los derechos humanos, apoyó el trabajo de la CONADEP y luchó contra la impunidad de los crímenes de lesa humanidad cometidos durante el Proceso de Reorganización Nacional. Parte de la responsabilidad del juzgamiento de dichos crímenes fue del propio Alfonsín, cuando fue presidente, durante la realización del Juicio a las Juntas.
Durante la dictadura militar, Alfonsín puso gratuitamente su servicio de abogado para defender opositores y presentar hábeas corpus por los detenidos-desaparecidos, actividad que por sí misma solía significar la muerte.
Realizó varios viajes a América Latina, los Estados Unidos, Asia, la Unión Soviética y Europa, donde frecuentó a los dirigentes de la Internacional Socialista (IS), denunciando la masiva violación de derechos humanos que se estaba produciendo en Argentina.
En 1976 fundó y dirigió la revista Propuesta y Control, una de las escasas revistas políticas opositoras en aquellos primeros años del gobierno militar.

## Guerra de las Malvinas
En 1982, ante la guerra de las Malvinas, y asesorado por un grupo de intelectuales como Jorge Roulet, Dante Caputo y Jorge Sabato, Alfonsín y el expresidente Arturo Frondizi fueron los únicos políticos que se opusieron a la acción militar en las islas Malvinas, siendo la excepción en el panorama político argentino. Alfonsín sostuvo que la finalidad de la misma era lograr el fortalecimiento de la dictadura. Exigió al gobierno militar que proveyera información verídica sobre la marcha del conflicto.
Este mismo grupo influyó en la decisión de Alfonsín en promover la caída de la Junta Militar encabezada por Galtieri, proponiendo que asumiera un gobierno civil de unidad nacional conducido por el expresidente Arturo Illia con el fin de proceder a la democratización. Se tomaba como modelo la Solución Karamanlis desarrollada en Grecia luego que la dictadura de los coroneles cayera en el desprestigio tras la guerra con Turquía.
La derrota en la guerra de las Malvinas debilitó políticamente al Proceso. Los dirigentes militares se acusaban unos a otros, los sectores que los habían apoyado (como parte de la Iglesia o del empresariado) ya no lo hacían, y el discurso represivo perdió legitimidad. Esto llevó a su vez a un aumento de la movilización política y a una disminución de la autocensura en la prensa, que comenzó a revelar acciones polémicas de los uniformados (principalmente la existencia de desaparecidos), que hasta entonces eran silenciadas. Al levantarse la veda política, los partidos atravesaron un período de afiliación masiva: se considera que al realizarse las elecciones de 1983 uno de cada tres electores estaba afiliado a un partido político.

## Elecciones presidenciales de 1983

### Acciones previas
Desde fines de 1982, una vez abierto el proceso de transición a la democracia bajo la presidencia del general Reynaldo Bignone, Alfonsín se convirtió primero en presidente de la Unión Cívica Radical al imponerse el Movimiento de Renovación y Cambio en las elecciones internas partidarias. Poco después fue nominado candidato a presidente de la Nación, cuando el otro precandidato radical, Fernando de la Rúa, declinó su candidatura ante el amplio apoyo que estaba recibiendo Alfonsín en todo el país. Como candidato a vicepresidente fue nominado Víctor H. Martínez, uno de los referentes de la fuerte UCR de Córdoba. Alfonsín era uno de los dos principales candidatos presidenciales, el otro era el peronista Ítalo Luder por el Partido Justicialista (PJ). Existía entonces un generalizado sentimiento de que el peronismo sería un claro ganador, incluso entre los propios dirigentes radicales. Sin embargo, las encuestas mostraron un sostenido crecimiento del voto por Alfonsín.

### La campaña
La campaña electoral de Alfonsín se caracterizó por renovar los canales de la comunicación política en la Argentina. Ocho meses antes de la elección, Alfonsín designó jefe de campaña a Raúl Borrás, radical de Pergamino y familiar del expresidente Arturo Illia. Además contrató al publicista David Ratto. Por entonces, los partidos políticos argentinos solían restar importancia a la publicidad como método para lograr adhesión electoral y solía ser realizada por los propios dirigentes políticos. El equipo publicitario decidió personalizar la campaña, centrándola en la imagen del candidato y destacando sus cualidades naturales. Varios lemas tuvieron impacto masivo, como la frase «Ahora Alfonsín», o la imagen de un escudo con los colores de la bandera argentina y las iniciales «RA», correspondientes tanto a Raúl Alfonsín como a República Argentina. También fue importante el «saludo de Alfonsín», con la forma de un «abrazo a la distancia», que surgió del gesto que el propio Alfonsín tuvo en un acto en el Luna Park el 7 de diciembre de 1982.
Al mismo tiempo, hubo una campaña política tradicional, con actos, pintadas, visitas a los hogares. Se desarrolló con aspereza y fueron muchos los choques entre militantes radicales y peronistas que pugnaban por poner a sus candidatos en los grandes paredones de diversas barriadas del conurbano bonaerense. 
Un momento clave de la campaña electoral fue la denuncia de un pacto entre la cúpula de las fuerzas armadas y la dirigencia sindical para no juzgar los crímenes cometidos por estos, lo que tuvo repercusión en el mundo.

La pericia de los dirigentes de la campaña de la UCR quedará de manifiesto con la denuncia del denominado «pacto militar-sindical», un supuesto acuerdo entre representantes de los sindicatos (léase el centro neurálgico del partido peronista en ese momento) y los militares en vías de abandonar la casa de gobierno. A través de la denuncia de ese arreglo político —que de acuerdo a las encuestas fue considerado por el grueso de los electores como algo real y negativo para el destino del país— Alfonsín logró identificar a su principal oponente con el pasado inmediato, con el conflictivo periodo 1974-1976, y con la dictadura. Esa jugada política fue efectuada —según un análisis realizado por Oscar Landi— en un momento en que los expertos coincidían en que la tasa de los intencionados de voto por la UCR se había estabilizado en tanto crecía la del peronismo.
Heriberto Muraro

La campaña de Alfonsín buscó sobre todo transmitir una imagen de paz, evitando cuidadosamente todo conflicto, gestos de violencia en los actos, o discursos agresivos. Cuando sectores de la Juventud Peronista lanzaron la consigna «somos la rabia», la Juventud Radical eligió «somos la paz». La idea imperante en el PJ era que la posibilidad de derrota era muy baja, por contar con el voto obrero asegurado.
Para acentuar la importancia de su mensaje democrático eligió para cerrar sus discursos en los actos, recitar el Preámbulo de la Constitución Nacional. En cambio, el cierre de campaña del PJ (al día siguiente) se destacó por la quema de un ataúd con las siglas de la UCR. Aunque a veces se atribuye a dicha acción la derrota del PJ (la primera en elecciones libres), la mayoría de los analistas políticos y la totalidad de los encuestadores reconocidos consideran que Alfonsín habría triunfado de todas formas.

### Las elecciones
Las elecciones se realizaron el 30 de octubre de 1983 y Alfonsín triunfó obteniendo el 51,7% de los votos frente al 40,1% del peronismo. La Junta Militar presidida en ese momento por Reynaldo Bignone pretendía entregar el mando seis meses después, pero luego de algunos cabildeos Alfonsín asumió en el cargo el 10 de diciembre, fecha en que tuvo lugar una gran concentración popular en la plaza de Mayo. 
En lugar de saludar desde los balcones de la Casa Rosada, como era la costumbre, Alfonsín habló desde el Cabildo de Buenos Aires.

## Presidencia de la Nación

### Primavera alfonsinista
El 10 de diciembre de 1983 Raúl Alfonsín asumió la presidencia de la Nación. Su gobierno enfrentó dos grandes grupos de problemas: la consolidación de la democracia, la difusión de la misma hacia todos los ámbitos de la sociedad, la relación con las Fuerzas Armadas y, en segundo lugar, la obra general de gobierno, condicionada por la inflación y la crisis de la deuda.
El gobierno de Alfonsín tenía detrás de sí una fuerza nueva: la civilidad que había votado su propuesta de construir un Estado de Derecho, al cual los poderes corporativos (FF. AA., Iglesia y Sindicatos) deberían someterse y consolidar un sistema político que resolviera los conflictos de una manera pacífica, ordenada, transparente y equitativa.
La civilidad vivió la euforia y la ilusión de que la democracia por sí sola resolvería los problemas económicos y sociales, imponiéndose pacíficamente a los poderosos intereses establecidos que se le oponían. El gobierno en su diagnóstico de la crisis consideró que los problemas económicos eran menos significativos que los políticos: lo fundamental era eliminar el autoritarismo y encontrar los modos auténticos de representación de la voluntad ciudadana: se propendió a la libertad de expresión, a la libertad de opinión, se buscó una sociedad de participación, el pluralismo y el rechazo de los dogmatismos. Se realizó un programa de alfabetización masiva, el congreso pedagógico, la eliminación de la censura en las actividades artísticas. Hubo profundas transformaciones en la universidad y en el sistema científico. Volvieron los intelectuales del exilio ocupando los medios de comunicación y se los empleó como asesores o funcionarios técnicos. En el campo de las relaciones individuales, se promovió la ley de divorcio vincular y la patria potestad compartida.
Ese primer periodo de la presidencia de Alfonsín, caracterizado por un gran apoyo de la población y un clima generalizado de optimismo, se conoce como «primavera alfonsinista» (también como «primavera democrática») y se extendió hasta el 4 de diciembre de 1986 cuando Alfonsín anunció la Ley de Punto Final, lo que provocaría el 19 de diciembre una protesta de 50 000 personas, siendo igual promulgada el 24.
El justicialismo, sorprendido por su primera derrota desde 1946, objetó la legitimidad de la victoria de Alfonsín. Mientras intentaba reorganizarse, el sindicalismo actuó como ariete para desarticular las iniciativas del presidente. El Senado, donde la UCR no tenía mayoría, bloqueó la ley de Reordenamiento Sindical prometido por Alfonsín en su campaña y luego se negó a integrar la CONADEP. El justicialismo decidió sacudir su tradición movimentista y revalorizar al partido político, influenciado por el éxito de Alfonsín. La resistencia de la cúpula a ese cambio promovió rupturas y nació la Renovación Peronista (nombre semejante al Movimiento de Renovación y Cambio de Alfonsín). Para los comicios nacionales de 1985 el justicialismo se fracturó y la UCR triunfó en todas las provincias menos dos (La Rioja y Formosa). Los dos liderazgos peronistas más influyentes se proclaman parte de la Renovación: Antonio Cafiero y Carlos Menem.

### Política de derechos humanos
La política de derechos humanos fue uno de los aspectos más destacados del gobierno de Alfonsín. Debió enfrentar el desafío de consolidar la democracia en un país con una larga tradición de dictaduras cívico-militares que habían llegado al terrorismo de Estado, con masivos y sistemáticos crímenes de lesa humanidad, entre los que se destacaban miles de personas desaparecidas, incluyendo niños. La revelación de las atrocidades cometidas y el eventual enjuiciamiento de sus responsables, era por un lado un reclamo de las organizaciones de derechos humanos con apoyo masivo de la población, como las Madres de Plaza de Mayo y las Abuelas de Plaza de Mayo, así como una necesidad de construir una democracia sólida sobre principios de «verdad y justicia», pero por otro lado tensionaba peligrosamente la transición, debido a que los militares y los sectores de poder nacional e internacional que lo apoyaban, continuaban activos y con la capacidad de realizar nuevos golpes de Estado. Al momento de asumir el gobierno democrático, en diciembre de 1983, aún predominaban en América Latina dictaduras instaladas bajo la Doctrina de la Seguridad Nacional establecida por Estados Unidos en la Guerra Fría, con fuerte reconocimiento internacional, en tanto que todos los países fronterizos de Argentina (Bolivia, Brasil, Chile, Paraguay y Uruguay) estaban gobernados por regímenes dictatoriales.
En esas condiciones la política de derechos humanos de Alfonsín obtuvo dos logros de alta significación en la historia argentina y mundial: 1) el informe Nunca más, que documentó miles de casos de desapariciones, asesinatos, torturas, violaciones, robos de bebés y centros clandestinos de tortura y exterminio y fue ampliamente difundido a la población con enorme impacto; 2) el Juicio a las Juntas, ordenado en forma personal por Alfonsín en uso de sus facultades como jefe del cuerpo de fiscales. En este carácter, el 13 de diciembre de 1983, apenas tres días de asumir el cargo, dictó los Decretos N.º 157/83 y 158/83. El primero de ellos ordenaba «promover la persecución penal» de los jefes guerrilleros Mario Eduardo Firmenich, Fernando Vaca Narvaja, Ricardo Armando Obregón Cano, Rodolfo Gabriel Galimberti, Roberto Cirilo Perdía, Héctor Pedro Pardo y Enrique Heraldo Gorriarán Merlo, «por los delitos de homicidio, asociación ilícita, instigación pública a cometer delitos, apología del crimen y otros atentados contra el orden público, sin perjuicio de los demás delitos de los que resulten autores inmediatos o mediatos, instigadores o cómplices». El segundo decreto ordenó someter a juicio sumario a nueve de los diez militares de las tres armas que integraron las Juntas que dirigieron el país desde el golpe militar del 24 de marzo de 1976 hasta la guerra de las Malvinas en 1982: Jorge Rafael Videla, Orlando Ramón Agosti, Emilio Eduardo Massera, Roberto Eduardo Viola, Omar Graffigna, Armando Lambruschini, Leopoldo Fortunato Galtieri, Basilio Lami Dozo y Jorge Anaya.

Ya en junio de 1983, siendo candidato presidencial y en un discurso de campaña, pronunció su célebre frase: «se combatió al demonio con las armas del demonio y convirtieron a la Argentina en un infierno». Esta visión quedó plasmada en el prólogo al informe Nunca Más, redactado por Ernesto Sábato:
Durante la década del 70 la Argentina fue convulsionada por un terror que provenía tanto desde la extrema derecha como de la extrema izquierda, fenómeno que ha ocurrido en muchos otros países. Así aconteció en Italia, que durante largos años debió sufrir la despiadada acción de las formaciones fascistas, de las Brigadas Rojas y de grupos similares. Pero esa nación no abandonó en ningún momento los principios del derecho para combatirlo, y lo hizo con absoluta eficacia, mediante los tribunales ordinarios, ofreciendo a los acusados todas las garantías de la defensa en juicio; y en ocasión del secuestro de Aldo Moro, cuando un miembro de los servicios de seguridad le propuso al General Della Chiesa torturar a un detenido que parecía saber mucho, le respondió con palabras memorables: «Italia puede permitirse perder a Aldo Moro. No, en cambio, implantar la tortura».
No fue de esta manera en nuestro país: a los delitos de los terroristas, las Fuerzas Armadas respondieron con un terrorismo infinitamente peor que el combatido, porque desde el 24 de marzo de 1976 contaron con el poderío y la impunidad del Estado absoluto, secuestrando, torturando y asesinando a miles de seres humanos.
Ernesto Sabato
Con el tiempo esta visión de los crímenes de la dictadura, que pese a no tener una intención teórica llegó a ser conocida como «teoría de los dos demonios», fue criticada por organizaciones de Derechos Humanos, quienes la acusaban de llevar implícita una cierta justificación de los crímenes de la Dictadura. Madres y Abuelas de Plaza de Mayo, como posteriormente H.I.J.O.S., pugnaron por imponer una visión distinta, que hiciera hincapié en la desproporción entre los crímenes cometidos por el Estado y los crímenes de las organizaciones armadas de los setenta. Esta óptica fue aceptada como oficial por el Estado Argentino en 2006 cuando, con motivo de la reedición del Nunca más se agregó un nuevo prólogo que alteró la posición expresada por Sabato, lo cual originó la reacción de miembros originales de la CONADEP (Comisión Nacional sobre la Desaparición de Personas), cubierto por algunas fuentes periodísticas.

Eduardo Luis Duhalde dijo que es preciso dejar claramente establecido, porque lo requiere la construcción del futuro sobre bases firmes, que es inaceptable pretender justificar el terrorismo de Estado como una suerte de juego de violencias contrapuestas como si fuera posible buscar una simetría justificatoria en la acción de particulares frente al apartamiento de los fines propios de la Nación y del Estado, que son irrenunciables.

La llamada Teoría de los dos demonios, no obstante, siguió siendo sostenida, entre otros, por Alejandro Rozitchner, Norma Morandini[cita requerida], Graciela Fernández Meijide, Héctor Leis, Magdalena Ruiz Guiñazú[cita requerida], e incluso participantes en las acciones violenta de ambos lados, como Albano Harguindeguy y Mario Firmenich. Esta óptica no implica, necesariamente, la justificación del terrorismo de Estado, sino narrarlo en relación con el contexto de violencia en el que se produjo. En la edición del año 2016 del Nunca más se eliminó el nuevo prólogo. 
No obstante estas diferencias en el enfoque histórico, el juicio a las Juntas llegó a su culminación, mediante una Sentencia que consideró probado que las juntas diseñaron e implementaron un plan criminal y rechazó la petición de los acusados de considerar vigente la Ley de Autoamnistía, anulada por el Congreso. El fallo hizo lugar al argumento de las defensas, en el sentido de que cada fuerza actuó autónomamente, graduando las penas en función de ello, de modo de imponer las penas más severas a los miembros del Ejército de las dos primeras juntas, penas intermedias a los miembros de la Marina y una pena muy leve al miembro de la Fuerza Aérea en la primera junta. Con respecto a la última junta, el tribunal sostuvo que la fiscalía no pudo probar que, con posterioridad a 1980 se hubieran cometido crímenes que pudieran ser responsabilidad de la junta militar, exculpando así a sus tres miembros (Galtieri, Anaya y Lami Dozo), ni acreditar la culpa del miembro de la Fuerza Aérea en la segunda junta.
La sentencia fue resistida por amplios sectores militares, situación que llegó a su punto límite con las sublevaciones conocidas con la denominación de «carapintadas». En ese momento, los militares alzados en armas reclamaron, para desistir de su actitud, una «solución política» a la situación de los militares presos y procesados por esos hechos. Fue ante tal presión que el gobierno de Alfonsín dictó las leyes de Punto Final y Obediencia Debida, que cerraron todos los juicios por crímenes de lesa humanidad, con excepción del robo de bebés, consagrando la impunidad de más de 3600 militares y civiles que se hallaban imputados y no habían llegado a ser condenados. Este gesto tampoco fue considerado suficiente por el sector carapintada, que protagonizó un nuevo levantamiento, ya durante el siguiente gobierno de Menem, hasta lograr el indulto por todos los delitos, tanto los cometidos por militares como los cometidos por guerrilleros. 
Alfonsín siempre justificó estas decisiones, sosteniendo que en aquel momento las Fuerzas Armadas no obedecían las órdenes del presidente y que no existía poder para reprimir las insurrecciones, lo que hubiera llevado a un sangriento golpe de Estado y eventualmente a una devastadora guerra civil, por lo que llegó a decir que él había salvado «a la democracia con la Ley de Punto Final». Dos décadas después reflexionaba en una entrevista sobre las decisiones que adoptó en ese momento:

Las medidas que nosotros tomamos, que lo hicimos con un criterio de racionalidad, no se compadecían con lo emocional del pueblo en ese momento. De modo que fue algo que se vio como una enorme frustración, en general, por todos los argentinos. Acompañado por todas las organizaciones de derechos humanos y sobre todo por los partidos políticos opositores. De modo tal que cuando Menem, posteriormente, realiza el indulto se creyó que era mucho menos grave que lo que yo había hecho. Que por otra parte no era sino cumplir con lo que había señalado durante la campaña: la responsabilidad principal es de los que mandan, la segunda de los que se han excedido en el cumplimiento de las órdenes y la tercera, los que en ese marco de terror que había, creyeron en la legitimidad de la orden impartida. Entonces, sobre esos yo no quería que recayera la pena.

#### Las normas iniciales
El mismo día en que se promulgaron los decretos 157/83 y 158/83, se creó la Comisión Nacional sobre la Desaparición de Personas (CONADEP), integrada por personalidades independientes como Ernesto Sabato, Magdalena Ruiz Guiñazú, Graciela Fernández Meijide, y el rabino Marshall Meyer, entre otros, con la misión de relevar, documentar y registrar casos y pruebas de violaciones de derechos humanos, para fundar el juicio a las juntas militares.
También el 15 de diciembre Alfonsín envió al Congreso un proyecto de ley declarando nula la ley de autoamnistía N.º 22 924 dictada por el gobierno militar. Una semana después el proyecto fue sancionado como Ley N.º 23 040, la primera ley de la nueva etapa democrática.
Un importante debate había sucedido al interior de la UCR sobre la postura a adoptar sobre los secuestros y asesinatos anteriores al golpe de Estado del 24 de marzo de 1976. Alfonsín finalmente decidió convalidar la Ley de Amnistía dictada por el Congreso Nacional el 27 de mayo de 1973, pero perseguir los delitos posteriores al 25 de mayo de 1973 cometidos por las organizaciones guerrilleras Montoneros y ERP, mandando a enjuiciar a las cúpulas de dichas organizaciones, aunque simultáneamente decidió no enjuiciar a los responsables de los crímenes cometidos en el mismo plazo por la Alianza Anticomunista Argentina (Triple A), responsable de cientos de secuestros y asesinatos.

#### Conadep y el informeNunca Más

El escritor Ernesto Sabato entrega al presidente Alfonsín el informe de la CONADEP, conocido como Nunca más.

El 20 de septiembre de 1984 la CONADEP produjo su conocido informe titulado Nunca más y concurre a entregarlo al presidente Alfonsín acompañada de una multitud de 70 000 personas. El presidente ordenó publicarlo por la Editorial Universitaria de Buenos Aires (Eudeba) y constituyó un éxito editorial con una tirada inicial de 40 000 ejemplares y diez reimpresiones en los siguientes seis meses. Fue idea de Marshall Meyer ponerle el título de «Nunca Más» al informe final debido a que era el lema utilizado originalmente por los sobrevivientes del Gueto de Varsovia para repudiar las atrocidades nazis.
El gobierno alfonsinista también autorizó que la Conadep realizara una presentación televisiva del Informe, en uno de los canales del Estado. Debido a las presiones, Alfonsín tuvo la intención de cancelar la transmisión causando que el escritor Ernesto Sabato amenazara con renunciar a la presidencia de la Conadep si el programa no era emitido. Finalmente el programa se emitió por canal 13. Tuvo una hora y media de duración, que comprendió  5 bloques con filmaciones, fotos fijas y testimonios grabados, más una introducción del ministro del interior, Antonio Tróccoli, que se agregó posteriormente, expresando que las violaciones de derechos humanos registradas en el informe Nunca más, constituían «solo un aspecto del drama de la violencia en Argentina», siendo el otro aspecto «la irrupción de la subversión y el terrorismo alimentado desde lejanas fronteras». El programa alcanzó 20,5 puntos de rating, lo que equivalía en ese momento a aproximadamente a 1 640 000 espectadores.
El Informe Nunca más y su amplia difusión produjo efectos políticos, jurídicos y culturales de primer orden: conformó un amplio cuerpo de pruebas irrefutables que permitieron conocer la magnitud que alcanzaron las desapariciones y las torturas en la Argentina, a la vez que legitimó en la cultura nacional la causa de los derechos humanos y la lucha de los organismos actuantes en Argentina.

#### Juicio a las Juntas
El Juicio a las Juntas fue un proyecto de Alfonsín que comenzó a tomar forma luego de la Guerra de Malvinas, recomendado por un grupo de expertos entre los que se destacaba Carlos Nino. La idea original de Alfonsín consistía en enjuiciar solamente a nueve de los diez militares que integraron tres de las cuatro juntas militares que dirigieron la dictadura, eximiendo de responsabilidad a los militares que integraron la última.
Asumido el nuevo gobierno democrático en diciembre de 1983, el presidente Alfonsín, con acuerdo del Senado en manos del peronismo, nombró a todos los integrantes de la Corte Suprema y de los distintos tribunales que integraban el Poder Judicial de la Nación, entre ellos la Cámara Federal en lo Criminal y Correccional de la Capital Federal, a la que le correspondería enjuiciar en definitiva a las juntas militares; dos de sus miembros, los radicales Ricardo Gil Lavedra y Andrés D'Alessio, habían pertenecido al grupo que Alfonsín había creado en 1982 para establecer la política de derechos humanos de su eventual gobierno. A su vez, D'Alessio le recomendó al peronista León Arslanián. Por otra parte, debido a que en aquel momento el presidente de la Nación tenía a su cargo el cuerpo de fiscales federales, Alfonsín nombró como fiscal ante la Cámara Federal de la Capital Federal a Julio César Strassera y a su adjunto Luis Moreno Ocampo.
El plan original de Alfonsín era que las propias Fuerzas Armadas se depuraran enjuiciando y condenando a las juntas militares, para que luego la sentencia fuera revisada en segunda instancia por el Poder Judicial de la Nación. Para ello, Alfonsín envió al Congreso un proyecto de ley que asignaba al fuero federal del Poder Judicial la función de revisar en segunda instancia las sentencias de los tribunales administrativos del ámbito militar. En el Congreso, el proyecto tuvo un agregado propuesto por el senador por Neuquén Elías Sapag y apoyado por el peronismo, asignando también al Poder Judicial la facultad para sustituir a los tribunales militares y arrogarse directamente el juicio, cuando hubiere demoras e inacciones injustificadas. 
Rápidamente quedó en evidencia que Consejo Supremo de las Fuerzas Armadas no investigaría ni enjuiciaría a los máximos responsables de las violaciones de derechos humanos durante la dictadura. El 4 de octubre de 1984 la Cámara Federal en lo Criminal y Correccional de la Capital Federal tomó la decisión de desplazar al tribunal militar que estaba enjuiciando a las juntas para hacerse cargo directamente del juicio. El fiscal de Cámara designado por Alfonsín era Julio César Strassera y su adjunto era Luis Gabriel Moreno Ocampo.
El 22 de abril de 1985 se inició el juicio oral. La situación registraba un nivel de tensión creciente que llevó a Alfonsín, esa misma noche, a dirigir al país un dramático mensaje en cadena nacional denunciando la actividad de grupos que estaban organizando un golpe de Estado:

Se han producido algunos episodios bochornosos en Argentina ( ... ). En nombre de una responsabilidad insoslayable que hemos asumido con humildad pero con firmeza inalterable, denuncio al pueblo argentino la actividad disolvente de quienes pronostican el caos y la anarquía, presagian estallidos sociales, auguran aislamientos internacionales y, en definitiva, se convierten en pregoneros de la disgregación nacional. Los más insensatos se han atrevido a tentar a oficiales superiores de las Fuerzas Armadas con diversas propuestas, que van desde presuntos Gabinetes de coalición hasta la posibilidad de golpe de Estado. Esta actividad no puede ser atribuida al resentimiento o a la perversidad exclusivamente; tiene que haber, debe haber, además, extravío mental... Ustedes saben, sin duda, que existen tensiones originadas o agudizadas por el proceso a las Juntas militares. Se va a iniciar una etapa nueva de un juicio sin antecedentes en el mundo, de tal importancia que, de acuerdo con mi opinión, terminará con 50 años de frustración democrática y decadencia nacional... El juicio se puede llevar a cabo porque hay una decisión de la civilidad, pero también porque hay una decisión de los hombres de armas. No todos lo entienden, no todos lo comprenden, hay incluso quienes lo consideran injusto, pero aun apretando los dientes desean someterse a las normas, a los principios y los métodos del Estado de derecho. Aquí no ha habido una derrota militar que imponga los criterios del vencedor, tampoco ha existido una sociedad civil virtuosa frente a una sociedad militar victimaria. Todos hemos sido culpables de una u otra forma.
Raúl Alfonsín, 22 de abril de 1985

El 14 de agosto cerró la etapa de prueba y el 9 de diciembre se dictó la sentencia condenando a Jorge Rafael Videla y Eduardo Massera a reclusión perpetua, a Roberto Viola a 17 años de prisión, a Armando Lambruschini a 8 años de prisión y a Orlando Ramón Agosti a 4 años de prisión. Los otros cuatro acusados fueron absueltos.
Para establecer el grado de responsabilidad de las cúpulas militares el tribunal recurrió a la «Doctrina Roxin», elaborada por el jurista alemán Claus Roxin, que sostiene que en casos de «autoría mediata» de un crimen existe una responsabilidad penal solidaria entre quien el ejecutor inmediato y quien da la orden. El fallo también estableció en su punto 30, que debían ser enjuiciados los oficiales superiores, que ocuparon los comandos de zona y subzona, y todos aquellos que tuvieron responsabilidad operativa en las acciones criminales probadas en el juicio. Este punto habilitó cientos de nuevos juicios.
Por las características que tuvo, la condena a las juntas militares realizada por un gobierno democrático constituyó un hecho sin precedentes en el mundo, que contrastó fuertemente con las transiciones negociadas que tuvieron lugar en aquellos años en Uruguay, Chile, Brasil, España, Portugal y Sudáfrica.

#### Ley de Punto Final
Alfonsín sabía que el Juicio a las Juntas podía desencadenar nuevos juicios por crímenes de lesa humanidad que involucraran a amplios sectores de las Fuerzas Armadas, e incluso civiles y buscó desde un primer momento impedir ese desborde, en la creencia que de ello dependía la continuidad misma de la democracia. Desde la campaña electoral Alfonsín sostenía la «teoría de los tres niveles de responsabilidad», para los autores de crímenes de lesa humanidad: «los que habían dado las órdenes, los que la habían cumplido en un clima de horror y coerción, los que se habían excedido en el cumplimiento».
Sin embargo, las pruebas presentadas ante la Conadep y el Juicio a las Juntas, especialmente la aplicación de la Doctrina Roxin y el punto 30 del fallo, dieron por tierra con la política alfonsinista de limitación de las responsabilidades y habilitaron nuevos juicios contra los responsables de violaciones de derechos humanos en causas como la ESMA, La Perla, el Circuito Camps, y otros varios expedientes, muchos de ellos derivados de las causas en que habían sido condenados los miembros de las Juntas.
Con el fin de limitar el alcance de los nuevos juicios abiertos, la Procuraduría de la Nación, bajo el mando del presidente Alfonsín, elaboró por iniciativa del ministro de Defensa Germán López, el 24 de abril de 1986 las llamadas «instrucciones a los fiscales militares» que ordenaban sostener la postura de que los militares que habían cometido delitos de lesa humanidad cumpliendo órdenes, debía presumirse que habían actuado bajo «error insalvable» y por lo tanto había que solicitar su sobreseimiento o declaración de inocencia. Cuando trascendió que las Instrucciones habían sido elaborada por López, debió renunciar al ministerio.
Pero el Poder Judicial rechazó la postura del Poder Ejecutivo. El juez Jorge Torlasco, uno de los miembros del tribunal que juzgó a las Juntas, renunció a su cargo y toda su carrera judicial, en cuánto conoció las instrucciones impartidas a los fiscales, en protesta por la interferencia del Poder Ejecutivo con la justicia. Casi de inmediato y cumpliendo con el punto 30 del fallo del Juicio a las Juntas (Causa 13/84) el Poder Judicial avanzó en dirección a condenar a todos los que participaron inmediata y mediatamente en la comisión de los crímenes de lesa humanidad.
El 19 de mayo de 1986 un miembro de la Policía de la Provincia de Córdoba encontró cargas de trinitrotolueno (TNT) en una alcantarilla en el interior de la Guarnición de Ejército Córdoba, donde estaba previsto que pasara el automóvil que transportaba el presidente Alfonsín. Al año siguiente la Guarnición dio refugio al entonces mayor Ernesto Barreiro para evitar su comparecencia ante la justicia, desencadenando el primer levantamiento carapintada.
El 2 de diciembre de 1986, el Tribunal Federal N°1 de La Plata dictó sentencia en el caso del Circuito Camps, condenando a Ramón Camps, Ovidio Pablo Riccheri, Miguel Etchecolatz y otros cuatro represores por los crímenes cometidos en más treintena de centros clandestinos de detención bajo jurisdicción de la Policía bonaerense. De inmediato Alfonsín intentó frenar la escalada de descontento en las Fuerzas Armadas y elaboró un proyecto de ley para limitar a 60 días el plazo para imputar judicialmente a los autores de todos los crímenes de lesa humanidad cometidos durante la dictadura. En cuánto el proyecto trascendió a la opinión pública, las Abuelas de Plaza de Mayo enviaron una carta al ministro Tonelli, denunciando que el proyecto, tal como estaba redactado, implicaba declarar la «muerte jurídica de los niños desaparecidos», anulando toda posibilidad de hallazgo y restitución. Alfonsín ordenó entonces modificar el proyecto para excluir del mismo aquellos delitos ajenos «a la alegada acción contra el terrorismo como, por ejemplo, la supresión del estado civil de menores».
El día 5 de diciembre de 1986, Alfonsín habló en cadena nacional, para anunciar el envío al Congreso del proyecto de Ley de Punto Final:

El 13 de diciembre próximo se cumplen tres años del mensaje que dirigí al pueblo argentino para anunciar la decisión política del gobierno de investigar judicialmente las violaciones a los derechos humanos. Existe de manera clara una dificultad creciente, consecuencia del largo tiempo transcurrido en las investigaciones con el consiguiente retraso en la asignación de responsabilidades. Las causas de este retraso son variadas, pero lo cierto es que se está afectando de modo directo tanto a las víctimas de la represión ilegal como a un número considerable del personal de las Fuerzas Armadas que experimenta dudas acerca de su eventual situación procesal. Es así que estamos enviando al Congreso de la Nación para su tratamiento en sesiones extraordinarias, un proyecto de ley que contempla un plazo de extinción de la acción penal que permita en el menor tiempo razonable liberar de sospechas a quienes, a más de tras años de iniciadas las investigaciones, no hayan sido considerados formalmente sospechosos por los jueces, al par de que se procura también, como dije antes, acelerar esos procesos.
Presidente Raúl Alfonsín, 5 de diciembre de 1986

Mientras el Congreso Nacional trataba de urgencia el proyecto alfonsinista, las Madres y Abuelas de la Plaza de Mayo convocaron una marcha al Congreso que contó con el apoyo del sindicalismo peronista representado por la Confederación General del Trabajo (CGT), las corrientes de la izquierda peronista encolumnadas en la Juventud Peronista e incluso a los estudiantes universitarios radicales organizados en Franja Morada. La marcha convocó a más de 60 000 personas sorprendiendo a propios y extraños por la cantidad de gente movilizada por los derechos humanos.
En el debate producido en el Senado, se enfrentaron la postura oficialista expresada por el senador radical Antonio Berhongaray, con la postura de la oposición defendida por el senador peronista Alberto Rodríguez Saá. Ambos senadores buscaron sostener sus respectivas posturas apoyándose en la sentencia del Juicio a las Juntas. Berhongaray defendió la postura restringida en materia de responsabilidad, distinguiendo los tres niveles delineados por Alfonsín, utilizó como argumento el hecho de que también los Juicios de Núremberg contra el nazismo habían tenido absoluciones y citó como antecedente la amnistía peronista de 1973. Rodríguez Saá defendió la postura amplia en materia de responsabilidad, basándose en la aclaración del propio Alfonsín sobre que de ningún modo los «excesos» podían quedar sin sanción y que por lo tanto debían ser castigados todos aquellos que hubieran cometido delitos sancionados por el Código Penal, tales como homicidio, tortura, vejámenes, violaciones, tormentos, lesiones, robos, etcétera.
En el Congreso la mayoría del bloque peronista y el senador Sapag del Movimiento Popular Neuquino, votaron en contra de la Ley de Punto Final, pero el radicalismo contó con el apoyo de una minoría de congresistas peronistas, así como con el voto de varios partidos provinciales, y logró aprobar la ley tanto en Senadores como en Diputados, en sólo dos días, el 23 de diciembre. Solo dos diputados radicales, Manuel Díaz y Federico Storani se abstuvieron en señal de protesta. Fue la primera de una serie de normas conocidas como «Leyes de impunidad», obtenidas bajo la amenaza de volver a perder el sistema democrático, que serían anuladas quince años después en 2003; el propio Alfonsín estuvo de acuerdo con la anulación de esas leyes sancionadas dos décadas antes.
Pero la Ley de Punto Final no tuvo el efecto deseado y multiplicó las denuncias, acusaciones, citaciones y procesamientos de militares señalados como autores de crímenes de lesa humanidad, sumando unos 400 acusados más a los ya existentes, aumentando el descontento en los ámbitos militares y conservadores, nacionales e internacionales.

#### Semana Santa de 1987: primer levantamiento carapintada
El fracaso de la Ley de Punto Final en detener los juicios, llevó a Alfonsín a ordenar la elaboración de un proyecto que diera fuerza de ley a la teoría de los tres niveles de responsabilidad. El 23 de marzo dio un discurso en la localidad cordobesa de Las Perdices anunciando que en breve el gobierno presentaría un proyecto de ley para eximir de responsabilidad a aquellos autores de delitos de lesa humanidad que «debían cumplir órdenes en circunstancias tales que prácticamente constituían una coerción».
En la Semana Santa de 1987 se produjo una gran rebelión militar compuesta mayoritariamente por jóvenes oficiales que se denominaron «carapintadas» dirigidos por el teniente coronel Aldo Rico, que se atrincheraron en Campo de Mayo, la principal guarnición militar del país, ubicada a 20 km de la Casa Rosada. Los insurrectos se levantaron para evitar que fuera detenido el entonces mayor Ernesto Barreiro, un militar reconocido como uno de los torturadores del centro clandestino de detención La Perla y exigían «una solución política a los juicios militares», que se apartara de lo que establecía el Código Penal.
Alfonsín respondió ordenando al Ejército movilizar sus fuerzas para forzar la rendición de los insurrectos, pero los jefes militares dejaron en evidencia que no estaban dispuestos a obedecer las órdenes presidenciales. Millones de personas salieron a las calles para oponerse al alzamiento militar y la CGT, conducida por el sindicalismo peronista, declaró la huelga general en defensa del gobierno constitucional. Durante varios días el país estuvo al borde de la guerra civil. Alfonsín, acompañado por el presidente del Partido Justicialista y los principales líderes políticos, anunció la multitud reunida en la Plaza de Mayo, desde el balcón de la Casa de Gobierno, el envío de tropas leales para exigir a los rebeldes que depusieran su actitud. 
Poco horas después fue notorio que no había tropas leales al Presidente y a la Constitución. Ni una sola de las unidades militares convocadas en la Capital Federal, y zonas adyacentes, respondió a esa orden. Sólo el general de brigada Ernesto Alais se mostró moderadamente dispuesto a actuar y partió con lentitud con sus tanques desde su guarnición en la provincia de Corrientes, ubicada a mil kilómetros, en dirección a Buenos Aires. A pesar de ello, al llegar esas fuerzas a Zárate, en la provincia de Buenos Aires, los oficiales de rango intermedio detuvieron su marcha e hicieron conocer su decisión de no avanzar contra sus camaradas de armas.
El gobierno debatió si marchar con la multitud desarmada sobre Campo de Mayo, donde se encontraban los militares insurrectos, pero decidió no hacerlo por el riesgo que corriera sangre y se desatara la guerra civil.
En vez de ello, Alfonsín concurrió el domingo 30 de abril personalmente a Campo de Mayo a entrevistarse con los insurrectos. Años más tarde, el propio Aldo Rico diría sobre él: «Vino sin custodia, podíamos haberlo matado, podíamos haber hecho cualquier cosa. Entró a la Escuela de Infantería solo con un brigadier que iba con él».Horas después anunció, que los amotinados habían depuesto su actitud, con un discurso a la multitud reunida en la Plaza de Mayo, que provocó rechazo en muchos al definir a los rebeldes como «héroes de Malvinas»: 

¡Compatriotas!… ¡compatriotas!… ¡compatriotas!… ¡Felices Pascuas! Los hombres amotinados han depuesto su actitud… Como corresponde, serán detenidos y sometidos a la Justicia. Se trata de un conjunto de hombres, algunos de ellos héroes de la Guerra de las Malvinas, que tomaron esta posición equivocada y que reiteraron que su intención no era provocar un golpe de Estado. Pero de todas maneras han llevado al país a esta tensión, a esta conmoción que todos hemos vivido, de la que ha sido protagonista fundamental el pueblo argentino en su conjunto. Para evitar derramamiento de sangre he dado instrucciones a los mandos del Ejército para que no se procediera a la represión, y hoy podemos todos dar gracias a Dios: la casa está en orden y no hay sangre en la Argentina. Le pido al pueblo que ha ingresado a Campo de Mayo que se retire. Es necesario que así lo haga, y les pido a todos ustedes que vuelvan a sus casas a besar a sus hijos, a celebrar las Pascuas en paz en Argentina. Para evitar derramamiento de sangre di instrucciones, a los mandos del Ejército, para que no se procediera a la represión. Y hoy podemos todos, dar gracias a Dios, la casa está en orden, y no hay sangre en la Argentina.

Algunos consideraron la actitud de Alfonsín frente a los militares rebeldes un acto de claudicación y otros, en cambio, lo elogiaron por haber sabido evitar un enfrentamiento en el que hubiesen podido producirse muertes.[cita requerida]

#### Ley de Obediencia Debida
Ante la evidencia de que las autoridades democráticas no tenían poder militar para detener el golpe de Estado, Alfonsín da la garantía de que no habría nuevos juicios contra militares por violación de derechos humanos. Esas medidas se concretaron en la Ley de Obediencia Debida (por la cual se declaraba ilegal penar a miembros de las Fuerzas Armadas cuyo grado estuviera por debajo de Coronel, por haber actuado en virtud de la denominada «obediencia debida», es decir, la obediencia de un subordinado a sus superiores) y el reemplazo del teniente general Héctor Ríos Ereñú, al mando del Ejército Argentino, por el teniente general José Dante Caridi. 
Caridi estaba procesado por delitos de lesa humanidad, había sido jefe de la Agrupación de Artillería de Defensa Aérea 601 en la ciudad de Mar del Plata donde funcionó un centro clandestino de detención, reivindicaba lo que él llamaba «la guerra contra la subversión» y sostenía que era «una página de gloria para el Ejército Argentino»; defendía la causa de los militares rebeldes y reclamaba públicamente que «se cierren de una vez y para siempre» las «cicatrices», advirtiendo que «mientras permanezcan estas causas sin resolver, sin dar solución a los requerimientos de las fuerzas armadas, seguirán repitiéndose estos hechos». De hecho Caridi asumió como portavoz de los carapintadas en el gobierno y defensor de una amnistía.
Apenas dos semanas después del levantamiento de Semana Santa, Alfonsín envió al Congreso el proyecto de Ley de Obediencia Debida. En ese momento usó la cadena nacional para explicar las razones, sosteniendo que en Semana Santa el país había estado «al borde de la guerra civil» y admitió que el proyecto dejaría en libertad a los autores materiales de los crímenes cometidos durante la dictadura, manifestando también que eso no era de su agrado.
El proyecto alfonsinista establecía legalmente, sin posibilidad de prueba en contrario, que los «jefes, oficiales subalternos, suboficiales y personal de tropa de las fuerzas armadas, de las fuerzas de seguridad, policiales y penitenciarias» que habían sido autores de delitos durante la dictadura, habían realizado esos actos por «obediencia debida» y que por lo tanto debían ser exculpados.
En la Cámara de Diputados, fue el presidente de la Cámara, el diputado Juan Carlos Pugliese quien defendió la postura oficialista, aceptando desde un inicio que se trataba de una ley que consagraba la impunidad y que no era lo que deseaba la UCR: 

Si pudiéramos hablar no sobre lo que es sino sobre lo que deseamos, diría que lo que deseamos no es este proyecto de ley. Hubiéramos deseado que en 1983 las Fuerzas Armadas se hubieran juzgado a sí mismas y reconocido ante el país, en una franca autocrítica, que habían obrado mal y de una manera que todo el país rechazaba. [...] El tema pasó a la justicia civil. Hubiéramos querido que, en el menor tiempo posible, disponiendo de las pruebas necesarias y actuando con la responsabilidad y prudencia que corresponden a una justicia independiente, ésta se hubiera expedido respecto de todos los casos sometidos a su foro. Esto es lo que hubiéramos querido, pero no lo que pasó. [Ahora] tenemos este proyecto que como dijo el señor presidente de la Nación no nos gusta; es decir, no nos gusta porque por esta iniciativa seguramente pueden quedar como no punibles muchos que tendrían que ser condenados.
Diputado Juan Carlos Pugliese

Varios partidos de la oposición cuestionaron el proyecto alfonsinista. El Partido Demócrata Cristiano destacó que un perdón, como el que consagraba el proyecto, debía ser acompañada del reconocimiento de los crímenes. El Partido Justicialista, por boca del diputado Antonio Cafiero, cuestionó el proyecto sosteniendo que, por tratarse de una amnistía, implicaba «borrar y olvidar» los delitos, sosteniendo que debía aplicar la justicia y si eso no fuera considerado suficiente, por razones de Estado, debía recurrirse a la facultad presidencial de los «indultos selectivos» que, por tratarse de un perdón estudiado caso por caso, permitía tener en cuenta diversos atenuantes, incluyendo casos reales de obediencia debida.
La Ley de Obediencia Debida y los levantamientos carapintadas impactaron en la pérdida de popularidad de Alfonsín que se reflejaría en la derrota de la Unión Cívica Radical en las elecciones para gobernadores y parlamentarias de 1987.

#### Los levantamientos «carapintadas» de 1988
La Ley de Obediencia Debida cerró las investigaciones y juicios por delitos del lesa humanidad y exculpó a los criminales condenados que habían «obedecido» órdenes, pero no detuvo los levantamientos carapintadas, ni las presiones militares y de los grupos conservadores que iban en ascenso. Dos nuevos levantamientos «carapintadas» se producirían en 1988. 
En enero, el teniente coronel Aldo Rico comandaría el Levantamiento de Monte Caseros, en la localidad correntina del mismo nombre. 
En diciembre se produjo el Levantamiento de Villa Martelli a cargo del coronel Mohamed Alí Seineldín, que buscaba la amnistía general e irrestricta para los miembros de las organizaciones político-militares de la década de 1970.

#### Copamiento del cuartel de La Tablada
El 23 y 24 de enero de 1989 se produjo un sangriento intento de copamiento del Regimiento de Infantería Mecanizado 3 ubicado en La Tablada, en el Gran Buenos Aires, por parte del grupo guerrillero de izquierda Todos por la Patria. El Ejército y la policía sufrieron 11 bajas y 54 heridos, mientras que Todos por la Patria tuvo 32 muertos y cuatro desaparecidos. 
El presidente Alfonsín sostuvo que fue él quien ordenó la represión, algo que también compartió la Comisión Interamericana de Derechos Humanos al investigar los hechos. pero el investigador Felipe Celesia sostiene que durante el primer día, las operaciones represivas dentro del cuartel estuvieron bajo el mando autónomo del poder militar y que el presidente Alfonsín recién pudo asumir el control de las mismas a partir del día siguiente.
La represión llevada a cabo por el Ejército se caracterizó por un alto grado de violencia con múltiples violaciones de derechos humanos, incluyendo torturas y desapariciones, que contrastaron con el tratamiento dado en 1987 y 1988 a las tres insurrecciones militares carapintadas. En 1997 la Corte Interamericana de Derechos Humanos (CIDH) tuvo por probado que el Estado argentino fusiló, torturó y vejó a varias de las personas que fueron detenidas, evitó investigar los delitos de lesa humanidad cometidos por los militares y otros funcionarios, además de no respetar el derecho al debido proceso.
Los hechos de La Tablada fortalecieron aún más a los sectores militares y conservadores que buscaban revertir el impacto del Nunca más, el Juicio a las Juntas y el Juicios por delitos en la guerra de las Malvinas, así como el fortalecimiento y legitimación social de las organizaciones de derechos humanos y la sujeción de las Fuerzas Armadas al poder político. La situación del gobierno democrático se debilitaría aún más con el proceso hiperinflacionario que se desató en febrero de 1989. En las elecciones presidenciales de 14 de mayo, el radicalismo perdió el gobierno a manos del peronismo. Alfonsín no pudo terminar su mandato y «resignó» el cargo a manos del presidente electo Carlos Menem, quien asumió en condiciones muy precarias. Sobre fin del año 1989, la Caída del Muro de Berlín marcó el inicio de la disolución de la Unión Soviética y el fin de la Guerra Fría. El Consenso de Washington, alcanzado en ese mismo año, terminó por conformar un nuevo orden internacional, con fuertes efectos en los gobiernos de Argentina y América Latina de ese momento.

### Políticas pioneras en relación con las mujeres
Durante sus primeros años de gobierno estableció una estrecha relación entre la política y los derechos de las mujeres y lo convirtió en uno de los temas centrales de su agenda política, implementando muchas iniciativas para abordar la cuestión de la mujer. En 1984 estableció la Dirección Nacional de Derechos Humanos y de la Mujer, la cual operaba dentro del Ministerio de Salud y Acción Social. Luego creó el Programa Mujer Salud y Desarrollo, dependiente de la Secretaría de Salud y el Programa de Promoción de la Mujer y la Familia, dependiente de la Secretaría de Desarrollo Humano y Familia. Dentro de este último programa, en 1985 se formó el «Consejo Asesor» mediante una resolución ministerial. Dicho consejo estaba compuesto por mujeres provenientes de diversos sectores, como la política, el sindicato, el ámbito académico, así como representantes de organizaciones feministas y comunitarias.
En 1985, logró que el Congreso Nacional aprobara la ley 23.179 de la Convención sobre Eliminación de todas las Formas de Discriminación contra la Mujer.
Durante su gobierno se logró la sanción de leyes protectoras de los derechos de las mujeres y los niños, como la ley de igualdad de los hijos nacidos dentro y fuera del matrimonio, ley 23.264. Esta ley, que generó mucha polémica, significó igualar completamente ante la ley hijos «legítimos» con hijos «ilegítimos» nacidos fuera del matrimonio de madre soltera con todos los mismos derechos, incluyendo la herencia del padre.
También el derecho a pensión al cónyuge en matrimonio de hecho. En 1985 se sancionó la ley de patria potestad compartida entre el padre y la madre, ley que en 1974 había sido vetada por la presidenta durante el gobierno peronista de María Estela Martínez de Perón. Esta ley le otorgó a la mujer el derecho de poder tomar también decisiones sobre sus hijos, decisiones que antes dependían exclusivamente del padre, quien tenía todo el poder sobre los niños.
En 1986 se sancionó la ley de igualdad de oportunidades para trabajadores y trabajadoras con responsabilidades familiares. En 1986, Alfonsín promulgó el Decreto 2274/1986 que establecía el derecho de las mujeres a decidir sobre su propia reproducción.
En 1987 creó la Subsecretaría de la Mujer, suplantada en 1990 por la Secretaría de la Mujer y finalmente en 1991 por el Consejo Nacional de la Mujer.
El 19 de agosto de 1986, la Cámara de Diputados aprobó la ley 23.515, que legalizó el divorcio vincular y subió la edad para contraer matrimonio a 16 años para las mujeres y 18 para los varones (anteriormente, según la ley 14.394, la edad estaba en 14 para las mujeres y 16 para los varones). El Senado, apoyado por Alfonsín, aprobó dicha ley el 3 de junio de 1987,con la debida promulgación en el Boletín Oficial el 12 de junio de 1987. Se sancionó esta ley pese a la fuerte oposición de la Iglesia Católica, que organizó marchas y protestas multitudinarias. En Argentina, en ese momento, había tres millones de personas separadas que no podían volver a casarse legalmente, muchas de ellas con hijos «ilegítimos». 
A Alfonsín se le debe la primera ley que le quita a las mujeres la obligación de establecer su domicilio en el de su esposo y la de llevar la preposición «de» y el apellido del esposo. En 1988 promulga la ley 23.592 de penalización de actos discriminatorios, que entre otros actos señala la discriminación «por motivo de sexo».

### Política económica
La situación económica y social en la que Alfonsín asumió el gobierno era realmente desfavorable, interna y externamente. En 1982 estallaba la crisis de la deuda latinoamericana, ante la moratoria de México y la negativa de los acreedores a refinanciar préstamos, así como la exigencia de que la deuda se cancelara con los activos de los Estados deudores. Internamente, la deuda externa argentina había pasado de 7875 millones de dólares al finalizar 1975, a 45 087 millones de dólares al finalizar 1983. Así mismo, la tasa de inflación venía en alza: 87,6% en 1980, 131,3% en 1981 y 209,7% en 1982. Por otro lado, el retraso salarial y la pobreza, que había aumentado del 5 % en 1975 al 21 % en 1982, anticipaban grandes presiones sociales una vez reconquistada la democracia. 
La situación argentina no constituía una excepcionalidad. Para América Latina, la década de los ochenta fue conocida como la década perdida debido a los problemas fiscales, la alta inflación y la imposibilidad de pagar la deuda externa que atravesaron la mayoría de los países de la región. A esto se suma la caída de los precios de las materias primas durante la década de 1980, que significó un marcado deterioro del comercio internacional para los países exportadores de materias primas.

#### Primera etapa
En una primera etapa Alfonsín recurrió al esquema económico que el radicalismo había utilizado con considerable éxito durante la presidencia de Arturo Illia 20 años antes. Su primer ministro de Economía, Bernardo Grinspun, y gran parte de sus colaboradores habían sido parte de aquel equipo. En ese primer momento Alfonsín y la mayor parte de la Unión Cívica Radical básicamente consideraban que la vigencia de las instituciones democráticas garantizaba que la economía diera respuesta a las necesidades de la población. De esa primera etapa proviene una frase recordada que repitió durante toda la campaña electoral: «Con la democracia se come, se educa y se cura».
La política económica de Grinspun, de corte heteredoxo, buscó mejorar el poder adquisitivo del salario e impulsar el mercado interno para generar empleo industrial. Para intentar controlar la inflación se implementó un fuerte control de las tarifas de los servicios públicos. En 1984 el PBI se incrementó en un 2,6%, pero los desquilibrios macroeconómicos eran graves. El déficit estuvo cerca del 12,5% del PBI y la inflación alcanzó un 625% anual, mientras que el salario real se había incrementado solo un 35%.

#### Plan Austral
En febrero de 1985 Alfonsín reemplazó a Grinspun por Juan Vital Sourrouille con el fin de implementar una política económica que atacara frontalmente la inflación. El 14 de junio, Alfonsín y Sourrouille anunciaron por televisión la puesta en marcha del Plan Austral, por el que se creaba una nueva moneda, el Austral, se congelaban todos los precios de la economía, y se establecía un mecanismo de «desagio» para desindexar los contratos. El Plan Austral fue un plan no monetarista, que se basaba en la idea de que, en una economía de alta inflación durante varias décadas, como la argentina, el único modo de lograr la estabilidad era frenando lo que llamaban «inflación inercial», es decir la anticipación de la inflación por parte de los agentes económicos. Sólo después podrían atacarse las causas estructurales.
El Plan Austral funcionó bien al principio, pero su efecto fue efímero. En octubre, la tasa de inflación mensual fue del 2%, una tasa inusualmente baja para la economía argentina del último medio siglo. La estabilidad económica jugó un importante papel en el amplio triunfo electoral del radicalismo en las elecciones parlamentarias de noviembre de 1985.
Sin embargo, para 1986, la inflación volvió a mostrar una tendencia ascendente y los precios relativos de cada sector comenzaron a verse afectados, situación que se vio agravada por la gran caída de los precios de los productos argentinos de exportación (40% en el período). El gobierno anunció entonces una flexibilización de las estrictas normas de congelamiento de precios establecidas un año atrás que no dio gran resultado.

#### Declive económico y político
Para 1987 comenzaba a hacerse evidente que era necesaria una reforma económica estructural que resolviera la brecha entre recursos con que contaba el Estado, y las funciones que desarrollaba. El desfinanciamiento crónico del Estado ya no podía ser resuelto ni recurriendo a los fondos de pensiones, ni por el endeudamiento interior y exterior, ni por la emisión monetaria.
| Año  | Inflación | Salario real (base 1970=100) | Desempleo | Trabajo no registrado |
| ---- | --------- | ---------------------------- | --------- | --------------------- |
| 1983 | 433,7     | 100                          | 3,9       | -                     |
| 1984 | 688,0     | 113                          | 4,4       | -                     |
| 1985 | 385,4     | 97                           | 5,9       | 25,9                  |
| 1986 | 81,9      | 96                           | 5,2       | 27                    |
| 1987 | 174,8     | 91                           | 5,7       | 29,2                  |
| 1988 | 387,7     | 81                           | 6,1       | 31,2                  |
| 1989 | 3079,5    | 64                           | 7,1       | 32,5                  |

En julio de 1987 los ministros de Economía, Sourrouille y de Obras y Servicios Públicos, Terragno anunciaron conjuntamente un paquete de medidas para la reforma del sector público. En esa oportunidad decía Sourruille:

Las múltiples funciones del Estado, funciones que fueron surgiendo en el último medio siglo, no por un capricho ideológico, sino al calor de un consenso social más o menos espontáneo, hoy ya no pueden ser abarcadas con la debida eficiencia ni solventadas sin afectar la estabilidad… para avanzar hacia este crecimiento diferente es preciso actuar sobre una pieza clave en el engranaje de la vida nacional: el Estado. El Gobierno Nacional ha iniciado ya un proceso de reformas en el Estado, que hoy nos proponemos profundizar. La crisis del viejo modelo no se resuelve en la falsa antinomia de más o menos Estado, sino en la construcción de un Estado de nuevo tipo.
Gerchunoff

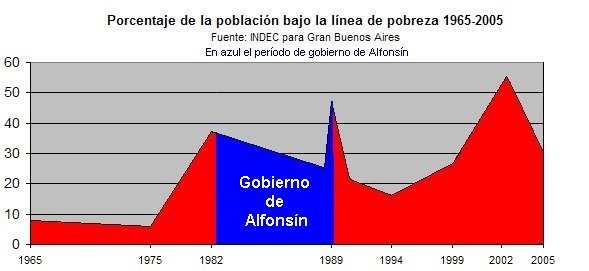
Evolución de la pobreza durante el gobierno de Alfonsín en el Gran Buenos Aires

El gobierno de Alfonsín no pudo avanzar mucho en este plan de reforma del Estado, en parte por la oposición del peronismo en el Congreso, y en parte porque los partidos políticos populares de entonces, incluida la Unión Cívica Radical, se encontraban sumamente comprometidos con las ideas estatistas y nacionalistas que habían dominado la mayor parte del siglo XX. Finalmente, estas reformas serán realizadas drásticamente durante el gobierno de Carlos Menem, utilizando según sus propias palabras, un método de «cirugía mayor sin anestesia». El déficit fiscal continuaba, y empezó a financiarse mediante emisión de moneda, lo cual llevó a un recrudecimiento de la inflación, a pesar del nuevo signo monetario.

#### Deuda externa
En diciembre de 1983 regresa la democracia al país con la asunción de Raúl Alfonsín. La deuda externa había aumentado un 364 % durante el gobierno militar hasta llegar a los 45 000 millones de dólares, por lo que su pago demandaba el 50 % de las divisas generadas por las exportaciones del país. Alfonsín declaró:

Es imprescindible que se comprenda que el pago de la deuda tiene que estar vinculado a nuestras exportaciones y, por otro lado, estamos convencidos que se necesita una refinanciación a largo plazo y con los años de gracia que corresponda. La Argentina quiere pagar, está dispuesta a pagar, quiere cumplir con sus obligaciones pero también todos debieran advertir de que aquí hay alguna suerte de culpa concurrente.
Raúl Alfonsín

En 1984 el gobierno declaró una moratoria unilateral de la deuda por 180 días mientras intentaba iniciar una renegociación. En mayo de ese año, Alfonsín junto a los presidentes Joao Figueiredo (Brasil), Belisario Betancourt (Colombia) y Miguel de la Madrid (México), hicieron una declaración sobre la imposibilidad de cumplir con los pagos de la deuda externa debido al alza de la tasa de interés internacional y el proteccionismo de los países centrales. En agosto se anunció que se había llegado a un acuerdo con el FMI, que fue finalmente firmado en diciembre de ese año.
En febrero de 1986, el gobierno anunció la suspensión de pagos a los acreedores del Club de París. En ese momento la deuda con estos países ascendía a 6 mil millones de dólares. En febrero de 1987, la Argentina logró un acuerdo stand by con el FMI. A los dos acuerdos de este tipo celebrados con el Fondo se le suman otros dos acuerdos compensatorios por caída de exportaciones (1987 y 1988). En abril de 1988, Argentina entró en moratoria del pago de su deuda externa.

#### Hiperinflación
En agosto de 1988 la inflación alcanzaba el 27,6% mensual. En octubre, el gobierno de Alfonsín puso en práctica un plan de salvataje, el Plan Primavera, cuyo objetivo primordial era llegar a las elecciones con la economía bajo un mínimo de control. Básicamente consistía en un acuerdo de moderación del aumento de precios con la Unión Industrial Argentina y la Cámara Argentina de Comercio y un nuevo régimen cambiario, en el que el Estado intermediaba en la compra y venta de divisas.
Pero el alto endeudamiento externo e interno, estancamiento, escasa inversión en bienes de capital e infraestructura y un grave desequilibrio fiscal hicieron que el Plan Primavera durara poco. Los operadores cambiarios lo rechazaron, no generó confianza y adicionalmente a comienzos de 1989, el Banco Mundial suspendió su ayuda a la Argentina. El 5 de febrero, el ministro Juan Vital Sourrouille, el presidente del Banco Central, José Luis Machinea, y el secretario de Hacienda del Ministerio de Economía de la Nación, Mario Brodersohn, resolvieron aplicar cambios en la política económica. Para ello dispusieron decretar un feriado bancario por 48 horas. Se resolvió que ante la creciente demanda de dólares se priorizaría preservar el stock de reservas y el Banco Central no iba a licitar más dólares, permitiendo una libre flotación de las divisas. A su vez también una «pauta devaluatoria» para el mercado comercial del 6 % para ese mes. Otra de las medidas fue la implantación de un tercer tipo de cambio. Ante el temor de disturbios sociales el gobierno descuidó el frente fiscal, multiplicando la expansión monetaria. El déficit había subido de un 1,1 % del PBI en 1983 al 6,9 % en 1984 y al 14,73 % en 1985. El financiamiento al gobierno llevó a una expansión monetaria inédita. Durante los meses de 1984 el déficit de tesorería fue igual a la mitad de los gastos, mientras que la oferta de dinero (M1), creció  a una tasa anual de 199 %. Los empresarios que usaban componentes importados reclamaron que se les permitiera subir sus precios bajo la amenaza de dejar de producir. El gobierno tuvo que subsidiar el tipo de cambio de importación al vender divisas más baratas que las que compraba a los exportadores, tuvo pérdidas que absorbió el Banco Central.
La consecuencia de las medidas anunciadas se tradujeron en el comienzo de una corrida cambiaria y bancaria hacia otras divisas, especialmente el dólar estadounidense. Al día siguiente la divisa llegó a cotizar a 26 australes por dólar, cerrando la jornada en 23,50. No obstante, a final de mes la divisaría saltó a 28,20 australes por dólar, a finales de marzo la cotización fue de  47,90 australes cada dólar y en finales de abril la cotización de la divisa estadounidense trepó a los 79 australes. A partir de mayo de 1989, con el gobierno ya derrotado en las elecciones anticipadas, el tipo de cambio ―que oficialmente se encontraba fijo― se elevó de 79 a 200 australes por cada dólar estadounidense ―equivalente a una abrupta devaluación mensual de un 150 %― lo que naturalmente tendió a acrecentar en gran medida las ya de por sí fuertes presiones inflacionarias. La inflación, que en enero de 1989 era del 387%, creció a 460% en abril. Ese año la cotización del dólar subió el 2038 % y al terminar el año, la inflación fue del 3079 %. La hiperinflación de 1989 provocó un aumento en el porcentaje de personas viviendo en la pobreza del 25 % a comienzos de 1989, al récord histórico de 47,3 % en octubre del mismo año.Muchas de las transacciones comenzaron a realizarse mediante trueque o utilizando al dólar estadounidense como referencia.

### Política de obras y servicios públicos
Al momento de asumir, Alfonsín nombra a Roque Carranza como ministro de Obras y Servicios Públicos. En 1987 es reemplazado por Rodolfo Terragno.

#### Obras públicas
En 1983, el gobierno se hace cargo de la empresa Subterráneos de Buenos Aires (Sbase). Entre 1983 y 1989 se reconstruyen 150 coches y se amplían las líneas E (cuatro nuevas estaciones) y D (una estación). Además se pone en marcha un tranvía que lleva el nombre de premetro. En 1987 se sanciona la ley 23.514 que asigna 50 millones de dólares anuales para la ampliación de los subterráneos.

#### Servicios públicos
Durante el período 1983-1989 se produjo un fuerte proceso de deterioro de los servicios públicos debido a las bajas inversiones. El sector eléctrico argentino experimentó una seria crisis en el año 1988. La escasez de electricidad había comenzado en abril de 1988 por lo que se realizaron cortes del servicio eléctrico. En ese mes, se hicieron cortes rotativos de 5 horas por turno. Con la llegada del verano, y el esperable aumento de la demanda, los problemas se agravaron y para peor, se sumaron varios incidentes: salió de servicio la central nuclear de Atucha I, fallaron dos bombas de la central hidroeléctrica de embalse del Río Tercero y un incendio en La Pampa afectó líneas de transporte desde la central de El Chocón. La falta de energía eléctrica afectó también el abastecimiento del agua. Fue así como Obras Sanitarias de la Nación tuvo que distribuirla en tanques a las zonas del Gran Buenos Aires.
El gobierno respondió profundizando las medidas de ahorro. Además de los cortes de luz programados en forma rotativa, se redujeron el alumbrado público, los horarios de transmisión televisiva -que llegó a transmitir sólo 4 horas diarias- y el tiempo de atención en los bancos; se prohibieron los espectáculos deportivos nocturnos, e incluso se fijó un orden de apagones de vidrieras y marquesinas. Además, el 1 de diciembre de 1988 se retomó la aplicación del horario de verano. Se atribuyó la crisis a la «falta de inversiones en materia de generación, expresando que en el período 1984-87 las inversiones en generación alcanzaron a u$s 28 millones cuando en realidad deberían haber sido alrededor de u$s 250 millones. En general, el período comprendido entre 1980 y 1990, fue considerado la «década de la desinversión». El Estado debió utilizar la importación de combustibles para la generación eléctrica y abastecer la red de gas.
En el sector de las telecomunicaciones se lanzó un plan de modernización llamado Megatel, sin embargo, para 1989 el plan había fracasado.
En tanto en agua y saneamiento, la inversión de OSN en 1985 fue del 67,8 % de lo que se necesitaba para mantener suministro, y solo el 19,5 % en 1989.

#### Privatización de empresas públicas
Las empresas públicas eran responsables del 80% del déficit fiscal, que el gobierno consideraba imprescindible en el marco del Plan Austral. Tras la derrota electoral de 1987 y el nombramiento de Terragno, el gobierno decide avanzar más decidicamente con las privatizaciones. Sin embargo, se encuentran con la oposición del Partido Justicialista, por lo que solo pudieron concretar dos de ellas. Una década después, Terragno recordó esta época de la siguiente manera:

La opción no era privatizar o no privatizar, sino hacerlo como nos proponíamos o dejar que otro viniera a privatizar de cualquier manera. Las empresas públicas se habían convertido en un hojaldre de corrupción, ineficiencia, exceso de gasto. No había forma de corregir eso.
Rodolfo Terragno (1998)

En 1987 se dispuso la privatización de la aerolínea Austral que pasó a pertenecer al grupo liderado por el empresario metalúrgico Enrique Pescarmona (IMPSA), mediante la empresa Cielos del Sur S.A. Mientras que la telefonía móvil quedó en manos de Movicom. La privatización de la empresa telefónica ENTel no llegó a buen puerto por desacuerdos internos dentro del gobierno.

### Política social y laboral

#### Programa Alimentario Nacional
El «Programa Alimentario Nacional» (PAN) de Argentina fue una política de emergencia para afrontar el hambre y la pobreza implementada durante la presidencia de Raúl Alfonsín. Consistía en el reparto mensual de cajas de alimentos a familias de escasos recursos (las cajas PAN) a través de los municipios. Se entragaban 1,2 millones de cajas mensuales.
El proyecto de ley fue enviado al congreso en diciembre de 1983 y aprobado en marzo de 1984 (ley n.º 23 056). La ley estipulaba que el plan duraría dos años pero finalmente se mantuvo vigente  hasta el fin del mandato de Alfonsín. Los primeros envíos se realizaron en abril de 1984 al Gran Buenos Aires, Santiago del Estero y Misiones. El plan estaba bajo la órbita del Ministerio de Salud y Acción Social de Aldo Neri y estaba dirigido por Enrique «Coti» Nosiglia y Fernando Alfonsín.

#### Política laboral
Uno de los pilares del discurso de Alfonsín que lo llevó a la victoria en 1983 fue la denuncia de un supuesto «pacto sindical-militar». La denuncia estaba orientada a identificar al peronismo con el autoritarismo y a subsumir al sindicalismo en el peronismo.
Siete días después de asumir el gobierno Alfonsín lanzó su proyecto gremial. Esto abrió la confrontación con los sindicatos, enviando al Congreso un proyecto de reforma sindical conocido como «ley Mucci», con el objetivo de incluir a las minorías en los organismos de dirección de los sindicatos. El proyecto fue aprobado por la Cámara de Diputados, pero rechazado por la Cámara de Senadores, dominada por la oposición peronista que controlaba la CGT. Unos pocos sectores gremiales acompañaron la idea, pero los partidos de izquierda -que hubieran tenido alguna chance de ingresar a las conducciones- decidieron no apoyar el cambio. 
Pero el proyecto tuvo el efecto de unir rápidamente a todos los sectores sindicales, y establecer una lógica de confrontación entre el gobierno radical y los sindicatos, que se expresará en 13 huelgas generales organizadas por la CGT. Estas huelgas fueron calificadas[¿quién?] como políticas, ya que, al estar la CGT controlada por el peronismo, la huelga general era un instrumento que utilizaba el Partido Justicialista para entorpecer la acción del gobierno radical.
Por su parte el gobierno radical se opuso frontalmente a restablecer los mecanismos de negociación colectiva, con el fin de preservar en manos del Estado el poder de fijar los salarios. Sin embargo, las negociaciones con los gremios fueron permanentes.
En los seis años del gobierno radical se realizaron casi 4000 huelgas sectoriales y de empresa (67 % en el sector público) y 13 huelgas generales.
En 1987 Alfonsín cambia su táctica de confrontación con el movimiento obrero y ofrece el Ministerio de Trabajo a José Rodríguez, líder de SMATA y uno de los principales dirigentes sindicales del país. Rodríguez no aceptó pero los grandes gremios propusieron a Carlos Alderete, secretario general de Luz y Fuerza. Como resultado de este acuerdo, el gobierno de Alfonsín elaboró una nueva Ley Sindical que fue aprobada en 1988 (ley 23.551), con el apoyo unánime de todos los sindicatos y parlamentarios de todos los partidos políticos. En cambio, fue cuestionada ante la OIT por la Unión Industrial Argentina (UIA), la principal organización empresarial de la Argentina. Esta queja sería continuada en los años 1990 por la CTA.

### Política de justicia, defensa y seguridad

##### Cúpulas militares
Durante el mandato de Raúl Ricardo Alfonsín, se sucedieron constantes modificaciones en la cúpula de las tres Fuerzas Armadas, especialmente en el Ejército Argentino.
Como titular del Estado Mayor Conjunto de las Fuerzas Armadas designó al teniente general Julio Fernández Torres el día 16 de diciembre de 1983. Tras realizar apreciaciones personales respecto a hechos ocurridos durante el último régimen militar se sucedió una crisis militar interna. El presidente Alfonsín ordenó al ministro de Defensa Raúl Borrás relevarlo, lo que se materializó el 4 de marzo de 1985. Fue sucedido por el brigadier general Teodoro Waldner, quien asumió el 8 de marzo de ese año y cumplió funciones hasta el 11 de julio de 1989.
La Armada de la República Argentina fue la más estable de todas, ya que el almirante Ramón Antonio Arosa, designado titular de la fuerza el 16 de diciembre de 1983, se mantuvo al frente de la marina hasta la finalización del mandato de Alfonsín el 8 de julio de 1989.
En la Fuerza Aérea Argentina se sucedieron dos comandantes. El 14 de diciembre de 1983 fue puesto al frente de la aeronáutica el brigadier general Teodoro Guillermo Waldner, quien luego pasó a ser jefe del Estado Mayor Conjunto de las Fuerzas Armadas el 5 de marzo de 1985, quedando el cargo de titular de la Fuerza Aérea en manos del brigadier general Ernesto Horacio Crespo, quien acompañó a Alfonsín hasta el final de su gestión.
La fuerza más inestable fue Ejército Argentino, ya que se sucedieron cinco titulares durante el gobierno de Raúl Alfonsín, ellos fueron los generales de división Jorge Hugo Arguindegui (1983-1984), Ricardo Gustavo Pianta (1984-1985) y los tenientes generales Héctor Luis Ríos Ereñú (1985-1987), José Segundo Dante Caridi (1987-1988) y Francisco Eduardo Gassino (1988-1989).

#### Robo de pruebas ordenado por el Ejército
El 8 de octubre de 1984 el Ejército argentino ordenó y organizó el robo de pruebas en poder de la justicia sobre violaciones de derechos humanos cometidas durante la dictadura. La investigación judicial determinó que el operativo fue conducido por el comandante del Segundo Cuerpo de Ejército, el exgeneral Víctor Pino Cano, y ejecutado por el Destacamento de Inteligencia 121, comandado por Héctor Fructuoso Funes. Los militares ingresaron al Juzgado a cargo del juez Francisco Martínez Fermoselle y sustrajeron la casi totalidad del material secuestrado en los distintos allanamientos relacionados con las denuncias radicadas por la Comisión Nacional sobre la Desaparición de Personas (Conadep). En 2023 fue condenado por los delitos cometidos el último sobreviviente. En el expediente judicial consta un reclamo elevado por uno de los militares involucrados, Luis Américo Muñoz, al entonces presidente Alfonsín, en la que hace referencia a una operación militar, que según la sentencia del caso «se podía inferir que la operación a la que se refiere es aquella que se llevó adelante en los Tribunales Provinciales de la ciudad de Rosario, el día 8 de octubre de 1984». La investigación judicial se orientó a las responsabilidades por un eventual ocultamiento de información, cuando Munoz fue ascendido a teniente coronel.

#### Copamiento del cuartel de La Tablada
El copamiento del cuartel de La Tablada, también llamado combate de La Tablada o batalla de La Tablada fue un intento de ocupación de la guarnición del Ejército Argentino ubicada en La Tablada, en la provincia de Buenos Aires, el 23 y 24 de enero de 1989, por un comando del Movimiento Todos por la Patria (MTP), durante la presidencia constitucional de Raúl Alfonsín. El ataque fue rechazado luego de varias horas de combate. Resultaron muertos 2 civiles, 32 miembros del MTP, 9 militares y 2 policías. Cuatro integrantes del comando fueron detenidos desaparecidos por las fuerzas gubernamentales, y su suerte nunca fue revelada por el Estado argentino.
Según el MTP el ataque fue para detener un golpe de Estado carapintada, en tanto que la conclusión de la investigadora Claudia Hilb, es que la cúpula del MTP pretendía provocar —mediante un fingido ataque carapintada al cuartel— una insurrección popular manipulando los sentimientos antigolpistas.En 1997 la Corte Interamericana de Derechos Humanos (CIDH) tuvo por probado que el Estado argentino fusiló, torturó y vejó a varias de las personas que fueron detenidas, evitó investigar los delitos de lesa humanidad cometidos por los militares y otros funcionarios, además de no respetar el derecho al debido proceso.
El presidente Alfonsín sostuvo que fue él quien ordenó la represión, algo que también compartió la Comisión Interamericana de Derechos Humanos al investigar los hechos. Celesia sostiene que durante el primer día, las operaciones represivas dentro del cuartel estuvieron bajo el mando autónomo del poder militar y que el presidente Alfonsín recién pudo asumir el control de las mismas a partir del día siguiente. La represión llevada a cabo por el Ejército se caracterizó por un alto grado de violencia; en 1987 y 1988 Alfonsín había enfrentado sin recurrir a la violencia y negociando con los sublevados, tres insurrecciones militares carapintadas.
El juicio contra los atacantes se realizó en forma sumaria ese año sin respetar el derecho al debido proceso, con condenas «ejemplificadoras», completadas en 1997 con las condenas de Gorriarán Merlo y Ana María Sívori. En 1997 la Corte Interamericana de Derechos Humanos (CIDH) tuvo por probado que el Estado argentino fusiló, torturó y vejó a varias de las personas que fueron detenidas, evitó investigar los delitos de lesa humanidad cometidos por los militares y otros funcionarios, además de no respetar el derecho al debido proceso.
Doce años después de los hechos, luego de una huelga de hambre de los presos de La Tablada y presionado por los cuestionamientos de la CIDH, la comunidad internacional y las organizaciones de derechos humanos, el presidente Fernando de la Rúa, conmutó las penas de los condenados. En 2003 el presidente Eduardo Duhalde indultó a los condenados.

### Política de derechos sociales
Dentro de sus políticas sociales se destacan la ley de divorcio vincular y la patria potestad compartida y la defensa de los derechos humanos. Se manifestó a favor de la despenalización del aborto, sin embargo, no presentó ningún proyecto para evitar un cruce con la Iglesia.

#### Patria potestad compartida
En Argentina, la patria potestad compartida había sido establecida en 1949, mediante la reforma constitucional realizada ese año. La derogación de dichas reformas por proclama militar en 1956, y la ratificación de dicha derogación por la Convención Constituyente de 1957, restableció la desigualdad de la mujer frente al hombre por varias décadas más. En 1974 el Congreso volvió a establecer la patria potestad compartida, pero la presidenta María Estela Martínez de Perón vetó la ley. Básicamente los influyentes sectores conservadores en Argentina argumentaban que la unidad de la familia exige que uno de los cónyuges tenga «la última palabra», y que por razones culturales y tradicionales, resultaba razonable que esa facultad fuera atribuida por la ley al varón.
En 1985, durante el gobierno de Alfonsín se restableció la patria potestad compartida, mediante la Ley 23.264, un derecho largamente reclamado por las mujeres.

#### Ley de divorcio
La sanción definitiva del divorcio vincular sucedería durante el gobierno de Raúl Alfonsín. El 19 de agosto de 1986 se aprobó el proyecto de ley en la Cámara de Diputados y fue girado al Senado que lo aprobó el 3 de junio de 1987. Fue promulgada el 12 de junio en el Boletín Oficial.
En los debates parlamentarios se destacó la participación de la diputada por la Unión Cívica Radical, María Florentina Gómez Miranda, quien había presentado proyectos de ley sobre el divorcio.  
La Iglesia católica, que mantuvo siempre una tirante relación con el presidente Alfonsín, se mostró dividida frente a la ley de divorcio. El sector más conservador, encabezado por el entonces obispo de Mercedes (Buenos Aires), Emilio Ogñénovich, organizó una procesión a Plaza de Mayo encabezada por la Virgen de Luján. Ante la escasa cantidad de asistentes, Ogñenovich acusó a los obispos ausentes de haber traicionado el compromiso. La Conferencia Episcopal Argentina discutió entonces la posibilidad de excomulgar a los legisladores que votaran la ley, pero la idea no prevaleció. Sin embargo, el obispo de Lomas de Zamora, monseñor Desiderio Collino, excomulgó a los diputados de su diócesis. Una vez aprobada la ley, la Iglesia presionó al presidente Alfonsín para que la vetara, pero ello no sucedió. 
Por otra parte, los sectores más abiertos de la Iglesia, mantuvieron una posición crítica sin ser intolerante, como el caso del obispo Justo Oscar Laguna que manifestó: "El divorcio es un mal, pero es un mal para los católicos, y no podemos imponer en una sociedad plural una ley que toca a los católicos. Son los católicos los que tienen que cumplirla y no el resto".

#### Creación del Banco Nacional de Datos Genéticos
La Ley 23.511 es la norma que crea el Banco Nacional de Datos Genéticos (BNDG) en Argentina. Se trata de un proyecto formulado por Abuelas de Plaza de Mayo que fue aprobado por el Congreso de la Nación en forma unánime en mayo de 1987.
Esta ley permitió dar validez legal a los análisis genéticos realizados y guardados en el Hospital Durand, con el objetivo de resolver los conflictos por temas filiatorios, sobre todo en el caso de los niños desaparecidos durante la dictadura cívico-militar argentina.

### Reforma institucional
El Plan para una Segunda República Argentina fue un conjunto de reformas políticas, sociales e institucionales elaboradas en el año 1986 por el presidente Raúl Ricardo Alfonsín. Este plan fue anunciado por cadena nacional la noche del 15 de abril de 1986, ante los miembros del Consejo para la Consolidación de la Democracia. Estuvo integrado por varios proyectos ambiciosos enviados al Congreso de la Nación que habrían significado, dada su trascendencia, una refundación institucional del país, viniendo de allí el nombre.
En 1985 se crea el Consejo para la Consolidación de la Democracia que trabajó en diferentes proyectos de reformas como la reforma constitucional, el traslado de la capital de la Nación, una nueva ley de radiodifusión y la creación del Mercosur.

#### Propuesta de traslado de la capital

Mapa del área federalizada por la ley 23.512 de 1987.

El 16 de abril de 1986, Raúl Alfonsín dio desde los balcones del Ministerio de Economía de la provincia de Río Negro un efusivo discurso donde invitaba a los argentinos a «avanzar hacia el sur, hacia el mar y hacia el frío» y donde anunciaba el traslado de la Capital Federal al área patagónica integrada por las ciudades de Carmen de Patagones (en la Provincia de Buenos Aires), Viedma y Guardia Mitre (ambas en la provincia de Río Negro). Se trataba de un ambicioso proyecto, el cual es conocido como Proyecto Patagonia, cuyo fin era descentralizar el poder político y económico del país, excesivamente concentrado en el Gran Buenos Aires, promoviendo también el poblamiento de la Patagonia.
Para concretar el proyecto el Congreso de la Nación sancionó la Ley N.º 23.512 y se creó el Ente para la Construcción de la Nueva Capital Empresa del Estado (ENTECAP), que debía diseñar y planificar la construcción de los edificios donde funcionarían los organismos administrativos del Gobierno y las diferentes obras de infraestructura necesarias para el asentamiento de población y evitar el impacto demográfico negativo en los habitantes de las ciudades y pueblos ya existentes en el área federalizada.
El proyecto tuvo enorme rechazo de los sectores ligados a los intereses políticos y económicos de la ciudad de Buenos Aires y de los medios de comunicación porteños, los cuales lo tildaban de «costoso», «faraónico» e «innecesario». Este frente político anti-traslado que se armó estaba integrado fundamentalmente por los sectores neo-conservadores, que tenía entre sus principales líderes y referentes al ingeniero Álvaro Alsogaray, quien desde un primer momento se opuso al traslado. Estos sectores hicieron todo lo que estaba a su alcance para tirarlo abajo. También se abrió un gran debate sobre la eventualidad de que la Ciudad de Buenos Aires retornara a la jurisdicción de la provincia de Buenos Aires, lo que se resolvió con el artículo 6.º de la ley 23.512, el cual establecía la provincialización de la Ciudad una vez que las autoridades federales estuvieran radicadas en la nueva capital y que se debería convocar a una Convención Constituyente para organizar sus instituciones. Esta ley fue el antecedente inmediato de la autonomía porteña actual. Cuando Carlos Saúl Menem asumió la presidencia intentó continuar con el proyecto de traslado de la Capital, pero posteriormente, presionado por los sectores conservadores con quienes se alió políticamente, decidió anularlo disolviendo el ENTECAP, liquidando sus bienes y propiedades. La ley de traslado fue derogada por el Congreso mediante la sanción del Digesto Jurídico Argentino.
Quienes apoyaron el proyecto le han criticado a Alfonsín su falta de decisión política para llevarlo adelante y no haber ejecutado actos que hicieran irreversible el traslado, «mediante acciones de gobierno en Viedma, como firmas de decreto». El propio Alfonsín se arrepientió de no haberlo hecho, cuando le respondió a un periodista: «No haberme ido, aunque sea con una carpa, a Viedma como Capital. Ese fue un error grosero». También se critica a los funcionarios por él nombrados al frente del ENTECAP de dilatar los tiempos haciendo estudios y maquetas y de diseñar un proyecto demasiado costoso, el cual les daba argumento a los opositores de este. Este organismo además fue muy cuestionado por funcionar más en Buenos Aires que en Viedma, donde debía tener su sede.
A pesar de haber sido anulado por el gobierno menemista, en muchas oportunidades Raúl Alfonsín manifestó su anhelo de que algún gobierno retome el proyecto de Traslado de la Capital. En 1990 se incluyó el tema en el punto III, que se refiere al Federalismo, de las Bases de Acción Políticas de la Unión Cívica Radical, el cual dice: «Propiciar el reordenamiento territorial y la desconcentración de la población. Implementar oportunamente el traslado de la Capital Federal».
La Convención Constituyente de 1994, que surgió de la firma del Pacto de Olivos, introdujo en el nuevo texto constitucional la posibilidad de trasladar la Capital Federal fuera de la Ciudad de Buenos Aires y la provincialización de esta última, a través de los artículos 45.º y 129.º. El primero de éstos sostiene que «La Cámara de Diputados se compondrá de representantes elegidos directamente por el pueblo de las provincias, de la ciudad de Buenos Aires, y de la Capital en caso de traslado…»; y el segundo dice que «La ciudad de Buenos Aires tendrá un régimen de gobierno autónomo, con facultades propias de legislación y jurisdicción…», pero que «…Una ley garantizará los intereses del Estado Nacional, mientras la ciudad de Buenos Aires sea capital de la Nación…».

### Política de educación, ciencia y tecnología
En 1984, el presidente Raúl Alfonsín creó la Comisión Nacional de Alfabetización Funcional y Educación Permanente (CONAFEP). Se instrumentó el Plan Nacional de Alfabetización (PNA) diseñado por la profesora Nélida Baigorria. Al asumir el gobierno los datos del censo de 1980 indicaban un analfabetismo de 6,1 %. En el censo de 1991 el analfabetismo se había reducido a 3,7 %, porcentaje similar al que registran España y Canadá. En 1988, el PNA de Argentina recibió el premio otorgado por la Asociación Internacional de Lectura de la Unesco.
En la Universidad, reorganizó las universidades nacionales bajo los principios de la Reforma Universitaria, básicamente garantizando la autonomía universitaria plena, el cogobierno entre docentes, estudiantes y graduados y la gratuidad de los estudios de grado.

#### Congreso Pedagógico Nacional de 1984-1988
En 1984, por la ley N.º 23.114, el gobierno radical de Raúl Alfonsín convocó a un Congreso Pedagógico Nacional supuestamente para atender las deficiencias del sistema educativo, pero con el fin de definir si la Educación Pública debía ser Estatal o no Estatal, de lo que dependería si los colegios privados seguirían recibiendo apoyo económico del Estado y si los padres de ingresos medios y bajos podrían elegir el tipo de educación para sus hijos en escuelas de gestión privada. Cabe tener en cuenta que en la Argentina viene de lejos la antinomia educación pública-educación privada. Y durante aquel Congreso pedagógico se enfrentaron dos enfoques respecto de esta.
Confió en la organización del congreso a su equipo educativo, encabezado en 1984 por el ministro Carlos Alconada Aramburú, y el diputado Adolfo Stubrin, ambos con enfoques estatistas. El enfoque estatista era impulsado por radicales y comunistas; y el enfoque no estatista, que finalmente fue el que triunfó, fue defendido por la Conferencia Episcopal Argentina, el Partido Demócrata Cristiano, el Partido Justicialista, la Unión del Centro Democrático, el Movimiento de Integración y Desarrollo y una enorme movilización de padres de familia que tenían a sus hijos en colegios privados. En aquella convocatoria llegaron a participar 400 000 personas.
La asamblea nacional se realizó en Embalse de Río Tercero (Provincia de Córdoba), en marzo de 1988 y luego del triunfo del enfoque no estatista el gobierno de Alfonsín entró en crisis y a los pocos días una huelga docente dejó sin clases durante dos meses a millones de alumnos de escuelas estatales.

#### Ciencia y tecnología
La llegada de la democracia en 1983 eliminaría la persecución ideológica, pero las políticas puestas en práctica por los distintos gobiernos siguieron siendo de involución, y no se contó con un amplio proyecto de desarrollo integral. El vacío económico, político y cultural hizo imposible una política científica realista. Terminó la fuga de cerebros por motivos políticos pero recrudeció la debida a motivos económicos, debido a los continuos ajustes y falta de oportunidades de trabajo.
La Asociación Civil Ciencia Hoy, entidad civil sin fines de lucro que divulga el estado actual y los avances logrados en la producción científica y tecnológica de la Argentina y el Uruguay, realizaba en la editorial de su revista, en 1998, el siguiente comentario:

Si bien las políticas generales y científico-tecnológicas aplicadas en el período 1930 – 1983 tuvieron variados grados de éxito (hecho que también puede decirse del lapso 1880 – 1930), hay bastante acuerdo en que, para la década de los ochenta, daban signos elocuentes de crisis, entre otros, el patético desempeño de la última dictadura militar (con sus violaciones de los derechos humanos y su delirio bélico en las Malvinas), seguido por el escaso éxito del gobierno constitucional en establecer sobre bases firmes la actividad científico-tecnológica. Cuarenta años de alta inflación desembocaron en dolorosos episodios de hiperinflación, al tiempo que acontecía la cuasi disolución de la capacidad operativa del estado y la virtual quiebra de empresas públicas. Como parte de esa crisis, se produjo una importante – y seguramente irreversible – emigración de científicos, motivada por la intolerancia ideológica, la violación de las libertades cívicas (incluyendo la académica) y por falta de oportunidades económicas, de participación política y de reconocimiento profesional y social, factores estos últimos que no desaparecieron con el restablecimiento del régimen democrático

En 1984 Manuel Sadosky, como secretario de Ciencia y Tecnología, promovió la creación de una comisión nacional de informática, para establecer las bases de un plan nacional de informática y tecnología. En este marco nacieron la Escuela Superior Latinoamericana de Informática (ESLAI) y la Escuela Argentino-Brasileña de Informática (EABI). Ambas iniciativas apuntaron a formar personas con dominio de la informática y capaces de desempeñarse como docentes e investigadores, para estar en condiciones de satisfacer las necesidades del desarrollo y de los futuros estudios de postgrado en América Latina. Sadosky realiza una memoria de su gestión donde afirma: "Los dirigentes de nuestra sociedad no tienen en general conciencia de la importancia de los recursos humanos con calificación científica para el desarrollo nacional(…). Nuestros dirigentes no entienden por qué es importante que el país disponga del mayor número posible de científicos y tecnólogos. Esto es consecuencia de lo que se ha llamado visión alienada del desarrollo".
En lo que respecta a CONICET en esta gobierno se cambia el mecanismo de subsidios, que pasa de depender de los directores de instituto a realizarse mediante convocatorias públicas. Además se crea dentro de CONICET el área de Transferencia Tecnológica para mejorar la vinculación con el sector productivo.
Se destaca la creación de una única universidad, la Universidad Nacional de Formosa (1988). Además se crea el Sistema de Apoyo para Investigadores Universitarios (SAPIU) que entrega un incentivo a aquellos docentes universitarios que realizan investigación.

### Política exterior

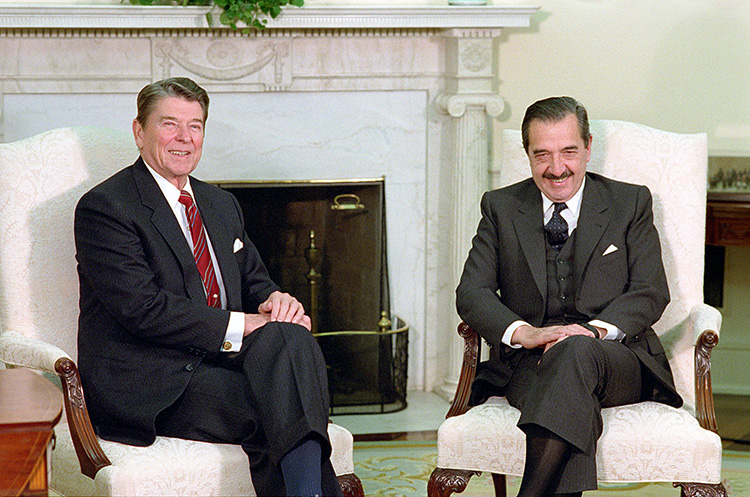
Alfonsín junto al presidente Reagan en la Casa Blanca.

Alfonsín sostuvo una activa política internacional implementada por su ministro de Relaciones Exteriores, Dante Caputo, el único que se mantuvo durante casi todo su mandato. Las prioridades fueron fortalecer el sistema democrático en Argentina, evitar que la Guerra Fría no regenerara la concepción de la seguridad nacional, impulsar el proceso de democratización regional, resolver las cuestiones limítrofes, generar mayor capacidad negociadora regional frente a las grandes potencias y promover la integración subregional. Caputo fue elegido presidente de la Asamblea General de las Naciones Unidas en 1989.
Alfonsín es cofundador del Grupo de los Seis para promover la distensión y el desarme. Junto con Olof Palme (Suecia), Julius Nyerere (Tanzania), Indira Gandhi (India), Andreas Papandreu (Grecia) y Miguel de la Madrid (México). 
Durante su gobierno realizó una serie de viajes internacionales, entre ellos a los Estados Unidos, la Unión Soviética, China, España y Cuba. Mantuvo estrechas relaciones con el gobierno democrático de Uruguay, encabezado por Julio María Sanguinetti, que asumió en 1985.
Alfonsín buscaba el apoyo de gobiernos amigos de Europa, como España, Francia, Italia. Era recibido con honores, pero no hubo apoyo financiero: «el prestigio de Alfonsín era enorme -cuenta Federico Storani, entonces presidente de la Comisión de Relaciones Exteriores de la Cámara de Diputados- Nos aplaudían en todos lados. Mucha palmada, mucha parola. Y poca guita».

#### Creación del Mercosur
Alfonsín asumió rodeado de dictaduras y estaba convencido de que sólo un proceso de democratización permitiría estabilizar la democracia en la Argentina. Desarrolló una política de apoyo explícito y sostenimiento a los partidos opositores. En Chile impulsó la coalición del centro y la izquierda para resistir a Pinochet, en Paraguay presionó sobre Alfredo Stroessner y en apoyo a los partidos enfrentados al Colorado oficialista. Dio tratamiento de jefe de Estado al líder del partido Blanco uruguayo, Wilson Ferreyra Aldunate, proscripto por el régimen militar.
Al respaldar la paz con Chile y la integración con el Brasil, la Argentina eliminó las dos hipótesis de guerra más antiguas. En cambio, no reanudó relaciones con Gran Bretaña y mantuvo el desarrollo misilístico, con el propósito de presionar a Gran Bretaña con el Cóndor II, cuyo alcance incluía las Islas Malvinas. El propósito: retomar las negociaciones para la recuperación del archipiélago por vía pacífica.
También imaginó el Grupo de Apoyo a Contadora, para impulsar junto con Brasil y otras naciones sudamericanas un proceso de acercamiento en la crisis centroamericana y evitar una intervención de Estados Unidos, que apoyaba a la contra nicaragüense. A preocupación del gobierno de Alfonsín por promover mecanismos multilaterales y de integración supranacional, lo llevó también a promover la integración comercial entre Argentina y Brasil, uno de los casos de enfrentamiento internacional más persistentes del mundo.
Desde fines de 1982 y la elección de Franco Montoro como gobernador de São Paulo, Alfonsín percibía el renacimiento de un proceso democrático en Brasil. Para su asunción, Alfonsín invitó a Montoro, Ulisses Guimarães, Helio Jaguaribe, Fernando Henrique Cardoso, y Fernando Gasparián. A mediados de la década, Alfonsín ordena a su canciller, Dante Caputo, de iniciar el proceso de integración subregional. Así, a principios de 1985 Alfonsín propuso al presidente electo del Brasil, Tancredo Neves, iniciar un proceso de integración económica entre Argentina y Brasil «para fortalecer la democracia, afrontar la deuda externa y posibilitar la modernización productiva» que fue recibida con agrado por el mandatario brasileño. Poco después Tancredo Neves falleció, pero su sucesor José Sarney adoptó con entusiasmo el proyecto de integración, y autorizó al embajador Francisco Thompson Flores una importante compra de trigo argentino en condiciones desventajosas, por razones puramente políticas. A partir de allí el proyecto de integración se desarrolló vertiginosamente:
- El 28 de julio de 1985, en una decisión sin antecedentes para su política exterior, Brasil aceptó la propuesta argentina y se incorporó al Grupo de Apoyo a Contadora, junto a Perú y Uruguay.
- El 30 de noviembre de 1985 Alfonsín y Sarney suscribieron la Declaración de Foz de Iguazú, piedra basal del Mercosur. En 2004, Argentina y Brasil resolvieron conjuntamente que el 30 de noviembre se celebrara el Día de la Amistad Argentino-Brasileña.[200]
- El 29 de julio de 1986 se firmó el Acta para la Integración Argentino-Brasileña. Mediante este instrumento se estableció el programa de Integración y Cooperación entre Argentina y Brasil (PICAB) fundado en los principios de gradualidad, flexibilidad, simetría, equilibrio, tratamiento preferencial frente a terceros mercados, armonización progresiva de políticas y participación del sector empresario. El núcleo del PICAB fueron los protocolos sectoriales en sectores claves.
- El 6 de abril de 1988 se firmó el Acta de Alvorada, mediante el cual Uruguay se sumó al proceso de integración regional.
- El 29 de noviembre de 1988 se celebró el Tratado de Integración, Cooperación y Desarrollo entre Argentina y Brasil. El Tratado fijó un plazo de 10 años para la remoción gradual de las asimetrías.

Complementariamente, durante el gobierno de Alfonsín, Argentina y Brasil dieron forma a varios protocolos de integración, para sectores específicos, implementados por su secretario de Industria y Comercio Exterior, Roberto Lavagna, posterior ministro de Economía de los presidentes Eduardo Duhalde y Néstor Kirchner.
El proceso se completaría el 26 de marzo de 1991, ya durante las presidencias de Fernando Collor de Mello y Carlos Menem, con la firma del Tratado de Asunción en el que se constituye el Mercosur.
Algunos analistas consideran que el proceso de integración de Argentina con Brasil, Uruguay y Paraguay, que puso en marcha Alfonsín es uno de los puntos más altos y trascendentes de su obra de gobierno.

#### Tratado de Paz y Amistad con Chile
Para Alfonsín garantizar la paz con Chile fue una cuestión prioritaria desde el momento de asumir:

Ni bien comenzó el gobierno radical, el 10 de diciembre de 1983, di precisas instrucciones para que se avanzara en la búsqueda de una solución para el diferendo austral.
Raúl Alfonsín

En 1978 la reina británica dio a conocer el Laudo Arbitral de 1977, que le había sido entregado para su conocimiento y publicación por una Corte Arbitral de cinco jueces nombrados en 1971 de común acuerdo entre los presidentes Allende y Lanusse. La sentencia, (ver texto depositado en las Naciones Unidas Beagle Channel Arbitration between the Republic of Argentina and the Republic of Chile, Report and decision of the Court of Arbitration), determinó que las islas en disputa pertenecían a Chile. El gobierno militar argentino declaró la nulidad del laudo y posteriormente dio partida a la Operación Soberanía para ocupar las islas. A partir de entonces la Santa Sede se mantuvo como mediadora intentando llevar a las partes a un acuerdo que no contradijera el laudo de la Corona británica.
En 1984 la mediación estaba prácticamente agotada y Chile aún se encontraba gobernado por una dictadura militar. La persistencia del conflicto era un factor de fortalecimiento del militarismo en ambos países, y por lo tanto una amenaza inmediata a la democracia argentina.
En 1983, el papa presentó una segunda propuesta de solución (la primera había sido rechazada por Argentina). Alfonsín estimó necesario entonces cerrar el conflicto aceptando la propuesta de la Santa Sede. Como primera medida, Alfonsín firmó en la Ciudad del Vaticano el 23 de enero de 1984 una Declaración Conjunta de Paz y Amistad en la que los dos países se comprometían a alcanzar una solución «justa y honorable» para el conflicto, «siempre y exclusivamente por medios pacíficos».
Pero el gobierno alfonsinista evaluó que el momento más crítico iba a presentarse cuando la propuesta de la Santa Sede fuera conocida, y los sectores nacionalistas comenzaran a cuestionarla subrayando las pérdidas de soberanía frente a su reclamo máximo.
El propio Alfonsín realizó años después esta conclusión sobre las consecuencias de aquel Tratado:

Debemos mirar con orgullo y esperanza lo mucho que han progresado las relaciones entre la Argentina y Chile a lo largo de los últimos 21 años, alcanzando niveles insospechados de confianza mutua y cooperación. Desde aquellos difíciles primeros años, el camino transcurrido ha sido muy grande y la relación con Santiago constituye ahora uno de los pilares centrales e indispensables de la política exterior de nuestro país. Además, Chile participa como país asociado al Mercosur y en forma plena en la Comunidad Sudamericana, proyectos de integración que buscan unirnos en un destino común. La inmensa cordillera se ha transformado en un nudo de unión, desde donde podemos mirar ilusionados al horizonte, que nos anuncia un futuro mejor.
Raúl Alfonsín

##### Consulta popular sobre la propuesta de la Santa Sede
Ello llevó a Alfonsín a tratar de crear un fuerte consenso interno que le permitiera aprobar la propuesta de la Santa Sede y al mismo tiempo evitar el fortalecimiento de los militares golpistas en ambos países. Existía el peligro cierto de que la mayoría peronista en el Senado, presionada por la exigencia de defender la soberanía, rechazara la propuesta del papa Juan Pablo II.
Alfonsín entonces, primero incluyó en el Acta de Coincidencias entre los partidos políticos que se firmó el 7 de junio de 1984, un punto estableciendo que debía aceptarse la propuesta que hiciera la Santa Sede. El Acta fue firmada por 16 partidos políticos, incluido el peronismo, siendo rechazada por 4.
Pero fundamentalmente Alfonsín buscó generar un sólido consenso interno mediante una consulta popular no vinculante, pero que presionara a los senadores. Si bien los principales líderes del peronismo (Lúder, Cafiero, Carlos Menem, Lorenzo Miguel, Isabel Perón) estaban a favor de aceptar la propuesta papal, la oposición a la misma había crecido y sumaba a varios senadores peronistas como José Humberto Martiarena, Oraldo Britos, Francisco Villada, Vicente Leónidas Saadi, Olijuela del Valle Rivas, Libardo Sánchez; radicales como Ramón Vázquez; nacionalistas como Marcelo Sánchez Sorondo, Alfredo Rizzo Romano, Alberto Asseff; socialistas como Alicia Moreau de Justo y Jorge Abelardo Ramos, entre otros.
En esas condiciones se produjo el famoso debate televisivo entre Dante Caputo y Vicente Saadi que tuvo un impacto decisivo para el triunfo del «sí» a la propuesta papal. El 25 de noviembre de 1984 se realizó el plebiscito y triunfó el «sí» con un apoyo del 81,32%. Cuatro días después, el 29 de noviembre de 1984 se firmó el Tratado de Paz y Amistad con Chile.
Luego apareció un nuevo problema. El Partido Comunista de Chile ha lanzado su aparato militar para formar el Frente Patriótico Manuel Rodríguez que toma las armas contra la dictadura de Augusto Pinochet. Y espera conseguir una retaguardia segura en el lado argentino de la cordillera, con el respaldo del PC argentino. El riesgo de verse envuelto en un conflicto lleva a Alfonsín a plantear la cuestión al Partido Comunista de la Unión Soviética en su viaje a Moscú de 1986. Los soviéticos negaron su participación. Alfonsín se lo plantea a Fidel Castro en La Habana, ese mismo 1986. Un año después, el PC de Chile abandona la línea militar.

#### El Grupo de Cartagena

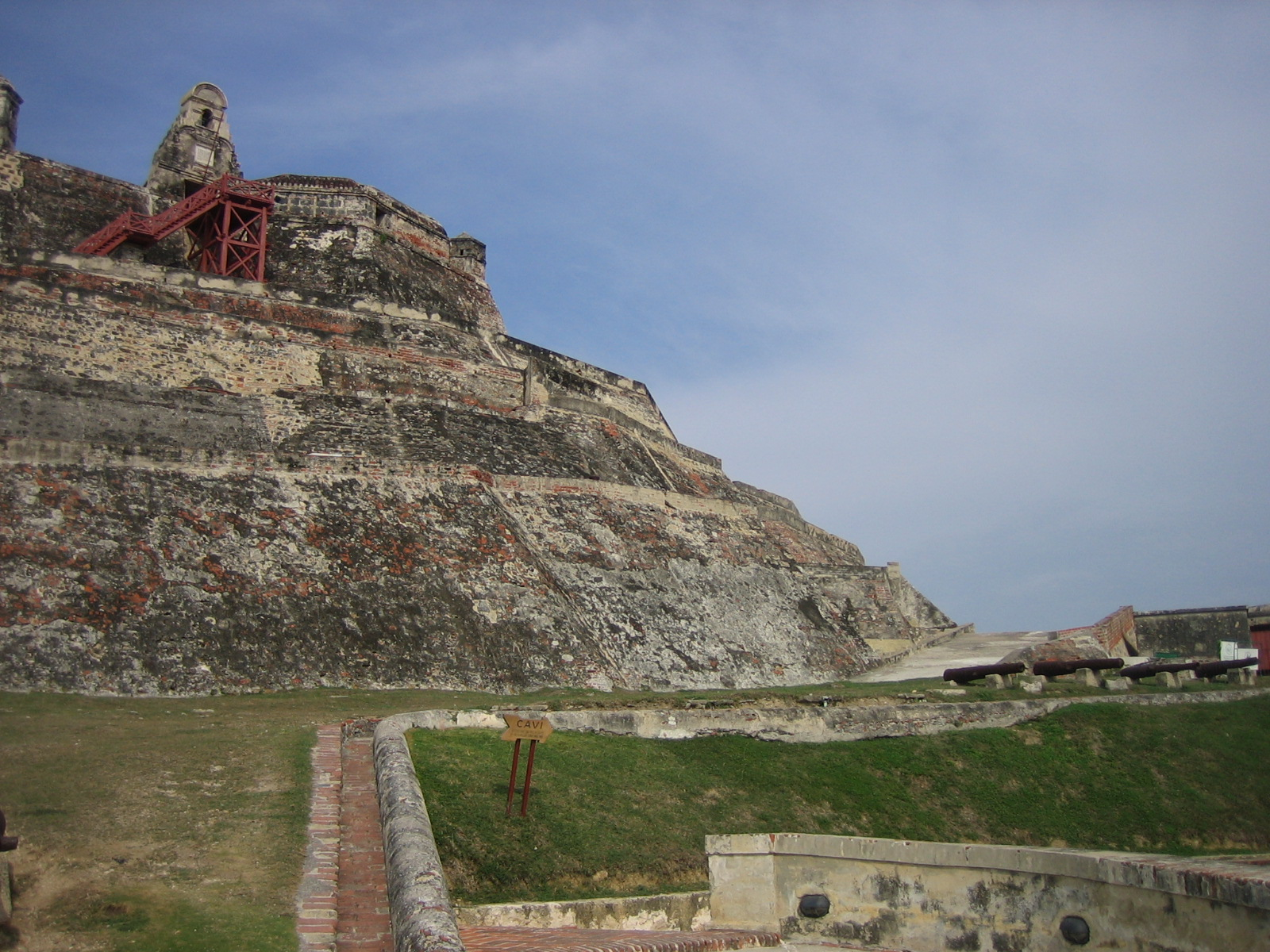
Cartagena (Colombia).

El gobierno de Alfonsín intentó crear mecanismos multilaterales, para tratar la cuestión de la deuda externa, que permitieran a los países latinoamericanos actuar conjuntamente. La heterogeneidad de los países latinoamericanos, y principalmente la decisión final de México y Brasil de negociar bilateralmente, limitó considerablemente las posibilidades que abría una acción conjunta. Sin embargo, los intentos de formar un «club de deudores» impulsados por el gobierno de Alfonsín, anticiparían los procesos de integración subregional y regional que se producirían en la década de 1990, y coaliciones multilaterales Sur-Sur, como el Mercosur, la Comunidad Sudamericana de Naciones y sobre todo el Grupo de los 20.
El llamado Grupo de Cartagena comenzó a tomar forma en enero de 1984, en la Conferencia Económica Latinoamericana (CELA) realizada en la ciudad de Quito, a iniciativa del presidente de Ecuador Osvaldo Hurtado. En esa ocasión el ministro de Relaciones Exteriores de Alfonsín, Dante Caputo, expuso la propuesta argentina:

La democracia argentina no acepta la trampa en la que el sistema financiero internacional y las minorías a él asociadas la han colocado al generar esta agobiante deuda externa. Los estados nacionales han sido usados para apañar a estos grupos especuladores. El destino del continente está en salir fuera de esta trampa. (…) La crisis que sufrimos quizás tenga como contrapartida la creación de una oportunidad invalorable para convertir finalmente en realidad la integración de América Latina y del Caribe.
Dante Caputo, ministro de Relaciones Exteriores

Los días 21 y 22 de junio de 1984 los cancilleres y ministros de Economía de Argentina, Bolivia, Brasil, Colombia, Chile, Ecuador, México, Perú, República Dominicana, Uruguay y Venezuela se reunieron en la ciudad colombiana de Cartagena para formar el Grupo de Cartagena en la que no prosperó la posición máxima impulsada por Argentina de crear un mecanismo práctico del más alto nivel para la actuación conjunta en las negociaciones de la deuda externa, pero que emitió un documento denominado Consenso de Cartagena que creó un mecanismo de consulta y seguimiento regional. En 1985, el Grupo de Cartagena consideró insuficiente el «plan Baker».

#### El Grupo Contadora y el Grupo de los Ocho
Con un espíritu similar al que inspiraba el Grupo de Cartagena, el gobierno de Alfonsín impulsó una acción multilateral conjunta de las democracias latinoamericanas para garantizar la paz y la democracia en la región.
Con ese objetivo el gobierno argentino impulsó el apoyo al Grupo Contadora, una iniciativa de acción conjunta para promover la paz en Centroamérica que habían establecido Colombia, México, Panamá y Venezuela en enero de 1983.
Con ese fin, el 29 de julio de 1985, en Lima, aprovechando el encuentro de presidentes para asistir a la asunción del presidente Alan García, Argentina, Brasil, Perú y Uruguay anunciaron juntos la creación del Grupo de Apoyo a Contadora (o Grupo de Lima). Ambos grupos de países juntos fueron conocidos como el Grupo de los Ocho, y desempeñó un papel muy importante en la pacificación de América Central. Particularmente importante fue su actuación cuando los países centroamericanos adhirieron a las propuestas del Grupo de los Ocho, el 14 de enero de 1986 mediante la Declaración de Guatemala.
Más adelante del Grupo de los Ocho amplió sus preocupaciones a otros problemas de interés regional, abordando la situación de las islas Malvinas (exhortando a la negociación entre Argentina y Gran Bretaña), la deuda externa y el proteccionismo de los países desarrollados.
A partir de 1990 el Grupo Contadora adoptó el nombre de Grupo de Río.

### Adelantamiento de las elecciones
Presionado por la recesión económica, el creciente rechazo de los líderes sindicales, la falta de apoyo de líderes empresariales y el temor a una nueva intentona de grupos militares, Alfonsín anunció el 21 de abril de 1989 el adelanto de las elecciones presidenciales para el siguiente 14 de mayo (siendo que debían ser realizadas en octubre) con la idea de que tranquilizarían al país. Sobre esta jugada en particular, años más tarde Alfonsín declaró que al principio la consideró un grave error, pero con el tiempo entendió que estaba en una situación extremadamente compleja.
En las elecciones presidenciales del 14 de mayo, el candidato de la Unión Cívica Radical, Eduardo Angeloz, fue derrotado por el del Partido Justicialista, Carlos Menem. Sin embargo, contra lo que había supuesto Alfonsín, la situación en el país no se calmó: al conocerse los resultados de las elecciones, Argentina pasó de la fase de recesión a la de hiperinflación, la cual llevó la pobreza de 25% a comienzos de 1989, al récord histórico de 47,3% en octubre del mismo año, y la inflación trepó bruscamente del 460% en abril al 764% en mayo.

### Disturbios en el interior
La precaria situación económica, la carestía de comida, y el alineamiento de muchos grupos (en Rosario por ejemplo) con el gobernador opositor Víctor Reviglio y/o el vicegobernador Antonio Vanrell, ambos del PJ fueron el caldo de cultivo perfecto para los disturbios de Argentina de 1989. Sin confirmarse que estén relacionadas con la oposición del PJ o no, el hecho es que las manifestaciones y saqueos de supermercados continuaron entre los meses de mayo y junio, durante el último tramo de la administración radical, provocando que el 29 Alfonsín ordenara el Estado de sitio para pacificar la situación; calmándose tan pronto como habían comenzado luego del traspaso de mando, aún con hiperinflación presente. 
Los primeros disturbios comenzaron en Rosario -la tercera ciudad más grande de Argentina tras el Gran Buenos Aires y el Gran Córdoba- cuando varias personas comenzaron a demandar que algunos supermercados repartiesen comida gratuitamente. Rápidamente se extendieron hacia otras ciudades, incluyendo el propio GBA. La propia reacción policial fue más bien pasiva durante los dos primeros días, lo que contribuyó a la generalización de los disturbios. Aún está abierto a discusión si es que dicha pasividad fue a propósito o si, por el contrario, la policía fue tomada desprevenida y pronto se vio superada por la masiva dimensión que alcanzaron los tumultos.
Viendo lo difícil que sería atravesar los meses que quedaban hasta la entrega del mando presidencial el 10 de diciembre en medio de este contexto (y el creciente rechazo de sindicatos, empresarios y militares), Alfonsín anunció el 12 de junio de 1989 que también se adelantaba el traspaso de mando para el 30 de ese mes, siendo que originalmente estaba previsto para el 10 de diciembre. El anuncio agarró desprevenido hasta al propio Menem, que no quería tomar el poder tan pronto, así que tras negociaciones se acordó que el traspaso de mando sería el 8 de julio. Así pues, el 8 de julio de 1989 Alfonsín entregó la presidencia a Menem y se dio el primer traspaso desde el retorno de la democracia de dos presidentes elegidos democráticamente (si bien no se cumplió completamente el mandato del saliente). No obstante, la hiperinflación continuó tras la asunción de Menem, y recién se llegaría a niveles de inflación anteriores a mayo del '89 en febrero de 1991 (582%).
Entre las transformaciones económicas estructurales diseñadas por el gobierno de Alfonsín, merece destacarse la iniciación de un proceso de integración económica con Brasil, Uruguay y Paraguay que dio origen al Mercosur. Esta iniciativa ha sido considerada como «el legado más perdurable de toda la política económica del gobierno de Alfonsín».

### Fin del mandato
Alfonsín debía terminar su mandato el 10 de diciembre de 1989. Sin embargo, la recesión económica, el creciente rechazo de los líderes sindicales, la falta de apoyo de los líderes empresariales, y el temor a una nueva intentona de grupos militares, influyeron para que el 21 de abril de 1989 Alfonsín anunciara que adelantaba considerablemente la fecha de las elecciones, estableciéndolas el 14 de mayo, casi siete meses antes de la entrega del mando. Con esta medida buscaba apaciguar la situación apremiante del país. Alfonsín, en el futuro, calificaría como «un error tremendo» de su parte, haber adelantado las elecciones de esa manera, aunque por otro lado también reflexionó que el contexto hacía muy difícil cualquier vía.
Los dos candidatos con posibilidades de resultar elegidos eran el radical Eduardo Angeloz, por la Unión Cívica Radical, y el peronista Carlos Menem, por el Partido Justicialista.
De acuerdo con encuestas de la época, hasta enero de 1989 la posibilidad de que la Unión Cívica Radical volviera a ganar las elecciones tenía un serio fundamento. Sin embargo, con el correr de los meses el empeoramiento de la recesión disminuyó la posibilidad de triunfo.
El 14 de mayo Carlos Menem triunfó con el 47 % de los votos, frente al 37 % del candidato radical. Contra lo que Alfonsín había supuesto, la situación en el país no se calmó: Argentina pasó de la fase de recesión a la de hiperinflación, en mayo la inflación alcanzó el 78 % mensual y la pobreza comenzó a crecer de modo exponencial: en mayo era del 25 % y en octubre del 47 %. Comenzaron a producirse saqueos y a extenderse una ola de violencia, que provocó que el 30 de mayo Alfonsín decretara el estado de sitio.
Con una situación día tras día peor, las presiones de sindicatos, empresarios y militares, y la convicción de que debía que sacrificar su mandato para que la democracia se mantuviera en Argentina, el 12 de junio de 1989 Alfonsín anunció que también la entrega de poder sería en forma anticipada, el 30 de ese mes, en vez del 10 de diciembre como estaba dispuesto. Este anuncio sorprendió al mismo Menem, que no tenía en sus planes acceder al poder tan pronto, así que se comenzaron negociaciones entre ambos. Finalmente, el 8 de julio de 1989 se dio el traspaso de mando de Alfonsín a Menem, y se cumplió la primera sucesión entre dos mandatarios constitucionales civiles de distintos partidos desde 1916.
A fines de ese año, el diario Ámbito Financiero de Buenos Aires publicó una nota de análisis de las elecciones, titulada «Golpe de Mercado», donde golpeó a Alfonsín:

Esta Argentina democrática no quiere más golpes de Estado militares pero ha adoptado una estrategia para defenderse de la demagogia de los políticos.

Con respecto a la hiperinflación, probaría ser difícil de apalear completamente, y continuaría tras la asunción de Menem. Recién se llegaría a niveles de inflación anteriores a mayo del '89 en febrero de 1991 (582%).

## Actividad posterior a la presidencia

### Pacto de Olivos y Constitución de 1994
Luego de la derrota electoral de 1989 Alfonsín permaneció como presidente de la Unión Cívica Radical. Por entonces, en el mundo estaban sucediendo transformaciones de fondo que poco a poco se irían denominando con la palabra «globalización». El gobierno de Menem fue ajustando sus políticas a la dinámica de la globalización, pero en los primeros años de la década de 1990 existía una gran confusión sobre la verdadera naturaleza del proceso.
En las elecciones parlamentarias de 1991 el desempeño electoral de la Unión Cívica Radical obteniendo el 29% fue aún peor que la de 1989. Ello llevó a Alfonsín a renunciar a la presidencia del Comité Nacional, aunque quedó al mando Mario Losada, hombre de confianza del expresidente.
Alfonsín creó entonces la Fundación Argentina para la Libertad de Información (FUALI) desde donde comenzó a reorganizarse y publicar varios libros de defensa de su gestión.
En agosto de 1992, dirigentes cercanos a Raúl Alfonsín, y con su explícito apoyo, constituyen el Movimiento para la Democracia Social (MODESO) con un fuerte discurso socialdemócrata y reformista y en defensa del estado de bienestar. El concepto de «democracia social» como una especie de estatismo y hasta de proteccionismo moderado, alejado tanto de los colectivismos como del liberalismo clásico, había sido propugnado, desde la Unión Cívica Radical del Pueblo de los años '60, por Miguel Ángel Zavala Ortiz. Zavala Ortiz había fallecido un año antes de las elecciones de 1983, pero su pensamiento en materia de economía y de relaciones exteriores tuvo una gran influencia en el de Alfonsín, tanto en forma directa como a través de dos de sus más estrechos colaboradores, Conrado Storani y Dante Caputo. Con este acto se extinguió el Movimiento de Renovación y Cambio, dando origen a una nueva línea interna del radicalismo el MODESO.
El desempeño electoral del radicalismo en las elecciones parlamentarias del 3 de octubre de 1993, en donde el partido obtuvo el 30% del voto popular a nivel nacional, llevó a Alfonsín a comprender que era necesario un enfoque nuevo de todo el proceso y en especial del ya entonces denominado «menemismo», que se veía cada vez más fortalecido, con un apoyo social generalizado y decidido a reformar la Constitución para permitir su reelección en 1995, aún forzando las normas constitucionales vigentes.
Alfonsín sostuvo entonces que era necesario dialogar y llegar a un acuerdo con el presidente Carlos Menem. A pesar de la oposición de los principales líderes radicales (Angeloz, de la Rúa, Storani e incluso Losada), Alfonsín volvió a ser elegido presidente del Comité Nacional de la UCR en 1993. Inmediatamente después se reunió en secreto con Menem en la casa de su excanciller, Dante Caputo, quien se encontraba en Haití, cercana a la residencia presidencial, y terminó llegando a un acuerdo conocido como el Pacto de Olivos.
El Pacto de Olivos fue un acuerdo para reformar la Constitución Nacional pero estableciendo pautas básicas sobre las condiciones de la reelección del presidente y los contenidos de la reforma constitucional. Allí se acordó no realizar un plebiscito, y aceptar la reelección por una sola vez del presidente en funciones, pero acortando el primer mandato, al mismo tiempo que se acortaron los mandatos de los senadores, se incorporó un tercer senador por la minoría, se estableció la figura del Jefe de Gabinete y el Consejo de la Magistratura para atenuar el presidencialismo, a la vez que se sometían los decretos-leyes a reglas precisas, se incluían varios derechos de tercera y cuarta generación y se daba prioridad a los tratados internacionales sobre las leyes.
Pocos días después, al asumir como presidente Alfonsín presentó el Pacto al Comité Nacional de la UCR. Si bien generó una importante discusión y la dura oposición de algunos dirigentes importantes, como Fernando de la Rúa, el Comité Nacional aprobó el Pacto de Olivos por un 75% de sus miembros.
La Convención Constituyente sesionó en la Ciudad de Santa Fe entre mayo y agosto de 1994 y produjo la importante Reforma Constitucional de 1994 en la que resultaron modificados 43 artículos. El propio Alfonsín fue convencional constituyente allí.
El Pacto de Olivos tuvo un impacto muy negativo sobre la UCR que en las elecciones de convencionales constituyentes obtuvo el menor porcentaje de su historia hasta entonces (19,9 %), y en las elecciones presidenciales de 1995 cayó aún más al 17,1 %, constituyendo por primera vez en la historia la tercera fuerza (segunda fue el FREPASO). El desastre electoral le costó a Alfonsín la presidencia de la UCR aunque permaneció en el Comité Nacional como Secretario de Relaciones Internacionales. En esta función, gestionó en 1996 la incorporación de la Unión Cívica Radical a la Internacional Socialista.
Fue miembro del Club de Madrid.

### Atentado en San Nicolás
Para fines de febrero de 1991, el expresidente había iniciado una gira proselitista por núcleos radicales de la provincia de Buenos Aires, en un intento por sostener un partido que se descoyuntaba después del final anticipado de su mandato. 
El 23 de febrero, le tocaba hablar en San Nicolás de los Arroyos, en la puerta del comité nicoleño de la UCR, en la calle Mitre, y allí se juntaron unos cinco mil correligionarios para escucharlo. Ese día, recibieron amenazas de bomba el hotel y el comité, algo de rutina para el expresidente. A las 22:20, Alfonsín inicia su discurso. Inexpresivo, un joven parado a un costado del palco, a un puñado de metros del exmandatario, saca un revólver calibre 32 largo, apunta y dispara, pero gracias a un fallo en el tambor del arma no logró su cometido. El histórico custodio de Alfonsín, Daniel Tardivo, se abalanzó sobre el expresidente, lo tiró al piso y lo cubrió con su cuerpo. El expresidente, sin saber bien lo ocurrido, retomó el micrófono y concluyó su discurso.
El agresor de San Nicolás fue Ismael Edgardo Darío Abdalá y tenía 29 años. Había trabajado en SOMISA y había tenido un breve paso por Gendarmería Nacional. En 1984 había dejado todo para incursionar en la iglesia mormona y predicar el evangelio en Buenos Aires. «Delirio sistemático» fue la concisa descripción que la psiquiatra que trataba a Abdalá le dio al juez de la causa, que se diluyó en esa insania mental y Abdalá fue internado. Dos años después, se quitó la vida.
Previo a este ataque, había sufrido otros dos intentos de asesinato. El primero fue durante una visita protocolar en mayo de 1986, al Tercer Cuerpo del Ejército, en Córdoba. Fue encontrada una bomba que detonaría cuando el presidente arribe al lugar. El atentado fue descubierto e imposible de concretar.
Raúl Alfonsín había sufrido un gran número de amenazas de bomba durante su mandato, pero ninguna se había concretado. El segundo intento de atentado contra su vida fue en octubre de 1989, cuando ya había dejado la Presidencia. Fue un atentado sin previo aviso o amenaza. En la casa del Alfonsín, localización asidua de reuniones políticas, se sintió un fuerte estruendo que derribó varias paredes de la vivienda. Milagrosamente el presidente no se encontraba en su hogar al momento de explotar la bomba. El hogar estaba vacío.

### Comité Nacional de la UCR 1995
Cuando Rodolfo Terragno fue elegido presidente del Comité Nacional del radicalismo, Alfonsín fue elegido para estar a cargo de las relaciones exteriores del partido.

### La Alianza
La caída electoral de la UCR y la evidencia de que Menem buscaba un tercer mandato, incluso forzando la letra de la nueva Constitución llevó a Alfonsín a acercarse al FREPASO. El 3 de agosto de 1997, se concretó Alianza para el Trabajo, la Justicia y la Educación entre el FREPASO y la UCR, en una reunión celebrada en la casa de Federico Polak, vocero y portavoz de Raúl Alfonsín. Para dirigirla se constituyó una mesa de cinco miembros, El Grupo de los Cinco (Raúl Alfonsín, Carlos «Chacho» Álvarez, Fernando de la Rúa, Graciela Fernández Meijide y Rodolfo Terragno). La Alianza obtuvo un notable triunfo en las elecciones parlamentarias de 1997, alcanzando el 45 % de los votos en todo el país y ganando incluso en la Provincia de Buenos Aires, cuya lista de diputados nacionales encabezó Graciela Fernández Meijide, figura ascendente en la política nacional desde el FREPASO.
Alfonsín asumió entonces la dirección del Instituto Programático de La Alianza (IPA). Bajo la dirección de Alfonsín, el IPA se organizó como un espacio abierto en el que cientos de intelectuales, especialistas y activistas, de todas las tendencias y ámbitos de actuación, participaron en la elaboración del programa de gobierno de la Alianza y un esquema de nuevos paradigmas teóricos y políticos, guías para la acción, que sostuvieran una nueva «cultura aliancista» de características socialdemócratas. La tarea de síntesis quedó a cargo de Dante Caputo. Sin embargo, finalmente, los candidatos de la Alianza, rechazaron las propuestas programáticas del IPA y presentaron un programa alternativo más moderado. De hecho la Alianza se presentó a las elecciones con dos programas, el que fuera elaborado por el IPA bajo la dirección de Alfonsín, y el que fuera confeccionado por los candidatos personalmente. Este desacuerdo llevó a Alfonsín a renunciar en febrero de 1999 a la dirección del IPA, a la Comisión de Acción Política de la UCR y a la posibilidad de luchar por la presidencia del Comité Nacional de la UCR.
En 1998, el presidente Carlos Menem inició una confusa campaña para que se permitiera su tercer mandato, que incluía la posibilidad de un plebiscito o una autorización especial de la Corte Suprema. Ante ello Alfonsín reaccionó advirtiendo de que en ese caso la Alianza llamaría a la desobediencia civil, porque implicaría un golpe institucional. Decía entonces:

El tema es de una importancia extraordinaria, porque significa terminar con las instituciones de la Nación, transformar un gobierno democrático en un gobierno de facto… con el pacto (de Olivos) el Presidente dio su palabra. No es un asunto personal, pero es evidente que yo fui protagonista. Por eso me siento traicionado.

Finalmente, el 10 de marzo de 1999, la Cámara de Diputados declaró que Menem no podía ser reelecto nuevamente.
El 17 de junio Alfonsín sufrió un grave accidente automovilístico, en el que se temió por su vida, pero del que se recuperó más rápido de lo esperado.
En las elecciones presidenciales del 24 de octubre de 1999 triunfó el candidato presidencial de la Alianza, Fernando de la Rúa.
En noviembre Alfonsín fue designado vicepresidente de la Internacional Socialista y en diciembre elegido por unanimidad presidente del Comité Nacional de la UCR a propuesta de Fernando de la Rúa.
Durante el gobierno de la Rúa, Alfonsín mantuvo un rol de intermediario entre las diversas y heterogéneas fuerzas que componían la Alianza, con el fin de preservar su unidad. Sin embargo, a medida que el presidente De la Rúa acentuaba su alianza con los sectores más conservadores, Alfonsín fue tomando distancia del gobierno. 
En julio del año 2000, viajó al Perú para expresar su apoyo a la Marcha de los Cuatro Suyos encabezada por Alejandro Toledo, entonces candidato de la oposición al gobierno dictatorial de Alberto Fujimori.
En las elecciones parlamentarias de octubre de 2001 resultó elegido senador por la minoría de la provincia de Buenos Aires.

### 2002-2008

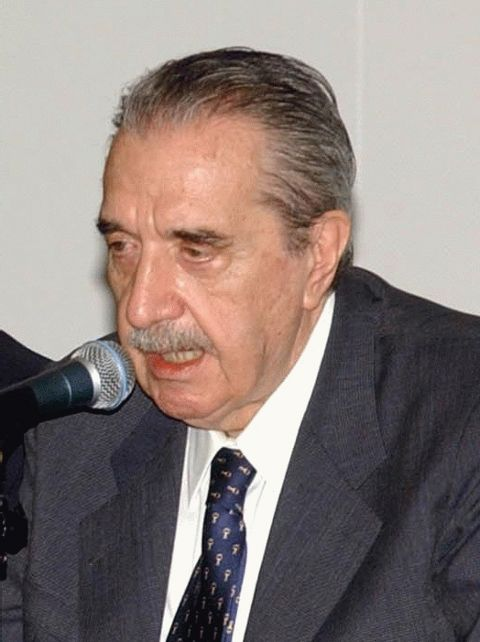
Alfonsín en 2003.

El 20 de diciembre de 2001, en medio de una crisis económica y de agitación social —que incluyó el llamado «cacerolazo»—, el presidente De la Rúa presentó su renuncia. Alfonsín, como senador, apoyó la elección como presidente provisional de Eduardo Duhalde, para luego renunciar a su banca en julio de 2002. Roberto Lavagna, ministro de Economía de Duhalde y Kirchner (hasta 2005), había sido en su momento secretario de Comercio Exterior de Alfonsín por un breve período. Durante su período como senador, Alfonsín colaboró activamente con el gobierno provisional, y fue él quien le aconsejó a Duhalde que pusiera a Lavagna como ministro de Economía.

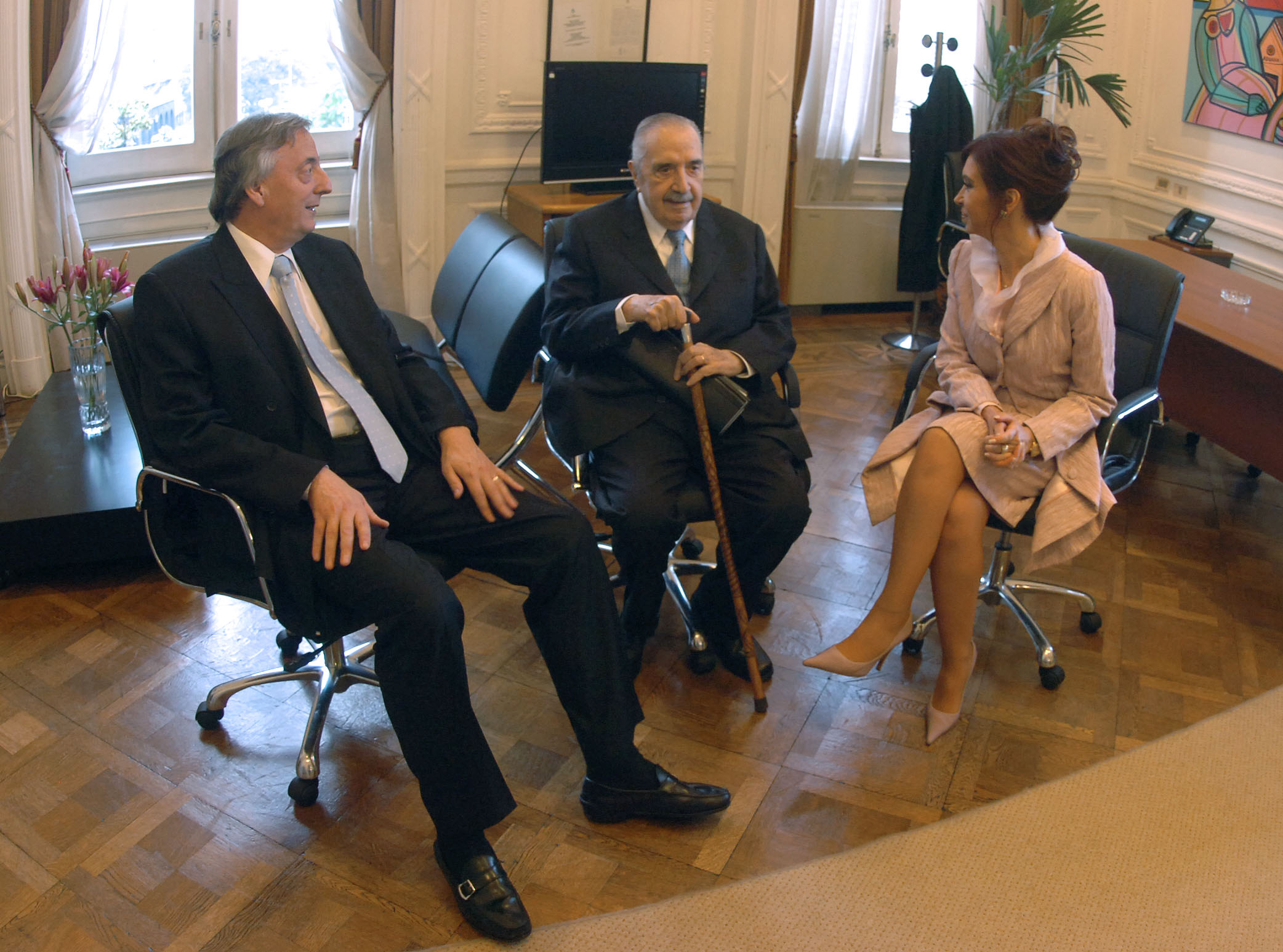
1.º de octubre de 2008: la entonces presidenta Cristina Kirchner y su esposo, el expresidente Néstor Kirchner, recibiendo a Alfonsín en ocasión de inaugurar su busto en la Sala de Presidentes de la Casa Rosada.

El 24 de marzo de 2006, al cumplirse 30 años del golpe militar de 1976, Alfonsín encabezó un acto frente a la Escuela de Mecánica de la Armada (ESMA), en el que reivindicó el rol de su gobierno en el juicio a las juntas y su política de derechos humanos, y cuestionó al gobierno de Néstor Kirchner, por la modificación no consensuada de la ley del Consejo de la Magistratura.
En 2008, Alfonsín, aquejado de una grave dolencia, fue sometido a tratamiento en los Estados Unidos. El 2 de julio del mismo año, la Legislatura de la Provincia de Buenos Aires lo nombró ciudadano ilustre, reconociéndolo por «su aporte permanente a la democracia y los derechos humanos». Esa misma noche, se realizó el acto de homenaje en el Teatro Argentino de La Plata, en donde más de 4000 personas le agradecieron por su inagotable defensa de los derechos humanos y la democracia.
Ese mismo año, el 1 de octubre en un homenaje dirigido por la presidenta Cristina Kirchner al cual asistieron más de 400 personas se inauguró un busto en su honor en el Salón de los Bustos de la Casa Rosada.

## Masonería
Alfonsín perteneció también a la masonería. Este dato había sido revelado en 2021 por uno de los principales divulgadores de la masonería en la Argentina, el profesor Antonio Las Heras, y en 2022 fue confirmado por Pablo Lázaro, Gran Maestre de la Gran Logia de la Argentina de Libres y Aceptados Masones. El 31 de marzo de 2022, al cumplirse un nuevo aniversario de su muerte, el mismo Lázaro, desde la página oficial de la Gran Logia, publicó la siguiente declaración: «El aniversario de su paso al O:.E:. (Oriente Eterno)es una gran oportunidad para compartir con todos la pertenencia del ex Presidente de la Nación a la Logia Independencia, en la que compartió los trabajos con otros HH:. identificados con la causa de los Derechos Humanos, la libertad, la Democracia y la Justicia como Simón Lázara, cuya labor es valorada y recordada permanentemente. La Masonería argentina rinde homenaje a un hombre, un presidente y un Hermano que engrandece nuestra Orden». Ese mismo año, al cumplirse otro aniversario de su asunción presidencial, el 10 de diciembre, la Gran Logia organizó un homenaje a Alfonsín en el cementerio de la Recoleta. En el mismo tomó la palabra Eduardo Lázara, en su cargo de Gran Segundo Vigilante, y pronunció un discurso sobre la obra de gobierno 1983-1989 y la importancia que tuvieron en ella masones como Alfonsín y Dante Caputo. Según expresó, «Alfonsín compartía trabajos masónicos en la Logia Independencia, la cual también estaba compuesta por otras personalidades que tenían alto compromiso con la defensa de los derechos humanos, la vida democrática, y la construcción de la República».

## Fallecimiento

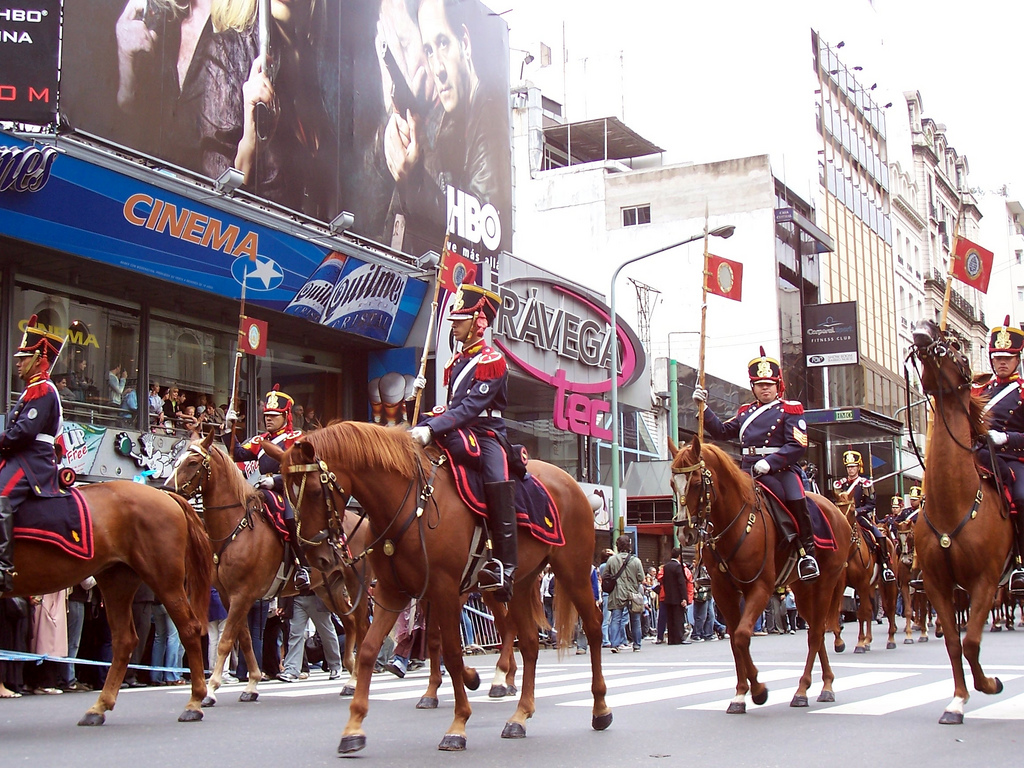
Granaderos en el funeral de Alfonsín en la Ciudad de Buenos Aires.

Falleció a los 82 años, el 31 de marzo de 2009, debido a un cáncer de pulmón y luego que su salud se viera agravada, en sus últimos días, por una neumonía broncoaspirativa.

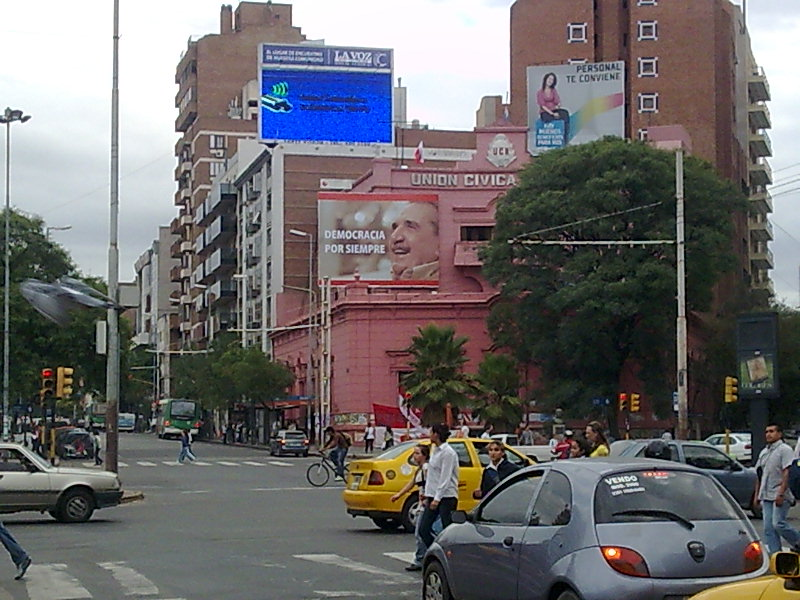
Cartel colocado en homenaje a Alfonsín en la casa de la Unión Cívica Radical en la ciudad de Córdoba.

El Gobierno de la Argentina decretó tres días de duelo nacional por el fallecimiento y sus restos fueron velados desde primeras horas del 1 de abril de 2009 en el Salón Azul del Congreso Nacional al que concurrieron además de autoridades y políticos de distintos partidos un número aproximado de 80 000 personas que debió esperar en fila entre cinco y seis horas.
Entre las autoridades políticas que participaron del acto se encontraban los expresidentes Carlos Menem, Fernando de la Rúa, Eduardo Duhalde y Néstor Kirchner, el vicepresidente Julio Cobos aunque la presidenta Cristina Fernández de Kirchner no pudo estar presente por encontrarse en la Cumbre del G-20 de Londres.
Al día siguiente fueron llevados en una cureña militar escoltada por el Regimiento de Granaderos a Caballo al Cementerio de la Recoleta, en Buenos Aires. Los restos del expresidente descansaron provisoriamente en la bóveda de los caídos en la Revolución del Parque hasta que el 16 de mayo fueron trasladados a un monumento individual en el mismo cementerio en un lugar construido sobre mármol gris y beige, donde hay una cruz en lo alto y un luminoso vitraux por el que entra una luz tenue. La frase del preámbulo de la Constitución Nacional que él solía repetir durante la campaña presidencial está grabado sobre un mármol, como reseña de sus intenciones y legado: «… Con el objeto de constituir la unión nacional, afianzar la justicia, consolidar la paz interior, proveer la defensa común, promover el bienestar general y asegurar los beneficios de la libertad para nosotros, para nuestra posteridad y para todos los hombres del mundo que quieran habitar el suelo argentino…».

La muerte de Alfonsín motivó también reacciones internacionales. Perú y Paraguay decretaron uno y tres días de duelo nacional respectivamente, mientras que los presidentes de Brasil, Bolivia, Colombia, Nicaragua y Chile enviaron fuertes mensajes de condolencias con el fallecimiento. El presidente uruguayo Tabaré Vázquez pasó por el Congreso, así como también los expresidentes extranjeros Julio María Sanguinetti (de Uruguay), Fernando Henrique Cardoso y José Sarney (de Brasil). También llegaron condolencias desde España por parte del presidente José Luis Rodríguez Zapatero y del líder del Partido Popular, Mariano Rajoy, así como también de la OEA y de los Estados Unidos. El presidente estadounidense Barack Obama envió a Cristina Fernández una carta en donde escribía «El Presidente Alfonsín fue una figura fundacional en la consolidación de la democracia en América latina. Nos unimos a los que a lo largo de América expresan su respeto y estima por su integridad y su compromiso con los principios democráticos y los derechos humanos». Finalmente, se celebró una misa en su memoria en la Ciudad del Vaticano.

## Homenajes

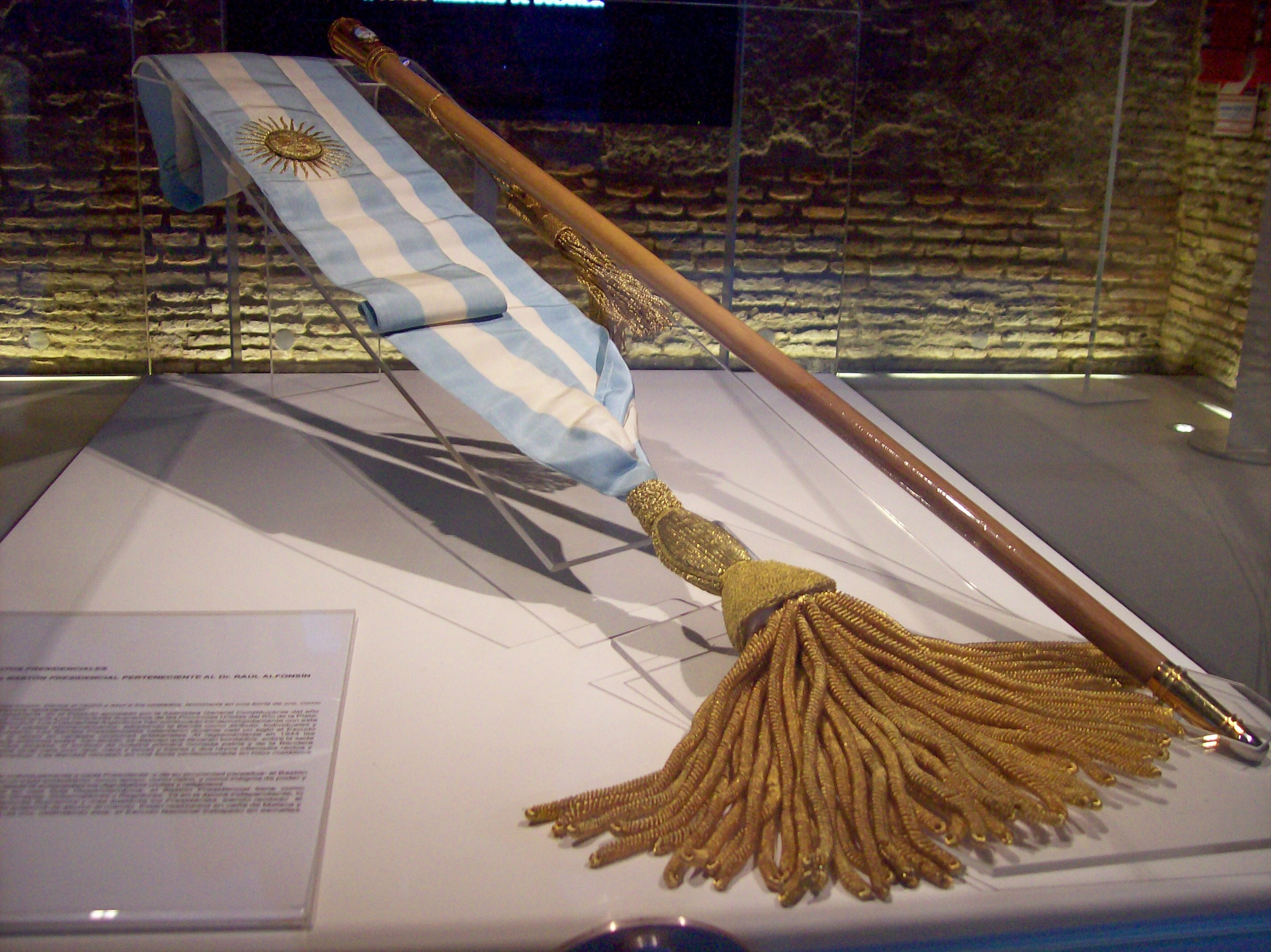
Banda y bastón de Raúl Alfonsín.

El 20 de junio de 2009 se inauguró la plaza Presidente Dr. Raúl Ricardo Alfonsín en la localidad de Villa Zagala, partido de General San Martín, en la Provincia de Buenos Aires.
En diciembre de 2012, el Concejo Deliberante de Ramallo, Provincia de Buenos Aires, a instancias de la Juventud Radical de Ramallo, declaró y reconoció, mediante resolución, al expresidente de la Nación Dr. Raúl Alfonsín, «Padre de la democracia argentina», en carácter de título honorífico post mortem; e invitó a los Concejos Deliberantes de la Provincia,a la Cámara de Diputados de la Provincia y a la Cámara de Diputados de la Nación a que se expidan en igual sentido. Del mismo modo, el 10 de diciembre de 2012 se inauguró el Monumento a Raúl Alfonsín en la localidad de Villa Ramallo.
En abril de 2018, la Fundación Konex otorgó el premio «Konex de Honor» a Raúl Alfonsín por considerarlo una personalidad de relieve sobresaliente fallecida en la última década.
En los años posteriores a su muerte, creció la valoración positiva de Raúl Alfonsín y recibió múltiples homenajes en todo el país. En distintas ciudades se inauguraron estatuas y bustos en su honor: La Plata, Vicente López, Mar del Plata, Chascomús, Dolores, San Juan, Córdoba, Chubut, entre otras localidades.

Busto de Alfonsín en el Salón de los Bustos.

## Distinciones y Condecoraciones

Escudo de Armas de Raúl Alfonsín como caballero de la Orden de Isabel la Católica.

- :  Gran Cruz, Clase Especial, de la Orden al Mérito de la República Federal de Alemania
- :  Clase Especial de la Orden del Rey Abdulaziz (1986)
- :  Collar de la Orden de la Cruz del Sur
- :  Gran Cruz de la Orden al Mérito de Chile
- :  Gran Collar de la Orden de Boyacá
- :  Collar de la Orden de Isabel la Católica (8 de junio de 1984)
- :  Gran Collar de la Orden de Sikatuna (17 de julio de 1986)
- :  Caballero Gran Cruz adornada con el Gran Cordón de la Orden al Mérito de la República Italiana (11 de marzo de 1985)
- :  Gran Cruz de la Orden del Crisantemo
- :  Collar de la Orden del Águila Azteca (4 de abril de 1984)
- :  Gran Cruz de la Medalla del Congreso Nacional del Perú (1985)
- Gran Cruz con brillantes de la Orden El Sol del Perú (1985)
- :  Medalla del Congreso Nacional de Venezuela

### Doctorhonoris causa
- :  Universidad Tecnológica Nacional de Buenos Aires (1984)
- :  Universidad de Nueva York (1985)
- :  Universidad de Nuevo México (1985)
- :  Universidad Yale (1986)
- :  Universidad de Bolonia (1987)
- :  Universidad Nacional de Cuyo (1987)
- :  Universidad de Santiago de Compostela (1988)
- :  Universidad Complutense de Madrid (1988)
- :  Universidad de Nápoles (1990)
- :  Universidad Nacional del Litoral (1996)
- :  Universidad Nacional de Río Cuarto (1998)
- :  Universidad del Centro (1998)
- :  Universidad Tecnológica del Sur en Tierra de Fuego (1998)
- :  Universidad Nacional de San Luis (1999)
- :  Universidad Nacional de Luján (1999)
- :  Universidad Nacional de Quilmes (1999)
- :  Universidad Nacional de Salta (2005)
- :  Universidad Nacional del Nordeste (2008)
- : Universidad Nacional de La Plata (2009)[234]

## Publicaciones
Escribió numerosos artículos, y los libros:
- La cuestión argentina (1981)
- Ahora, mi propuesta política (1983)
- Qué es el radicalismo (1983)
- Democracia y consenso (1996)
- Memoria Política (2004)
- Fundamentos de la República Democrática (2007)

Además, puede citarse una conversación grabada de más de 50 horas a cargo de Pablo Giussani, editado por la Editorial Sudamericana con el título de ¿Por qué, doctor Alfonsín? (1987), en el que reflexiona sobre hechos de la vida política, su militancia y sus ideales.